# Historia de Orizaba
La Compleja y conflictiva Historia de Orizaba Veracruz México. Una en la que el papel que ha jugado en el relato de la historia patria, no siempre es entendido por las autoridades locales, e incluso ocultado a intención en beneficio de una que sea más apta para contarla a los turistas.  

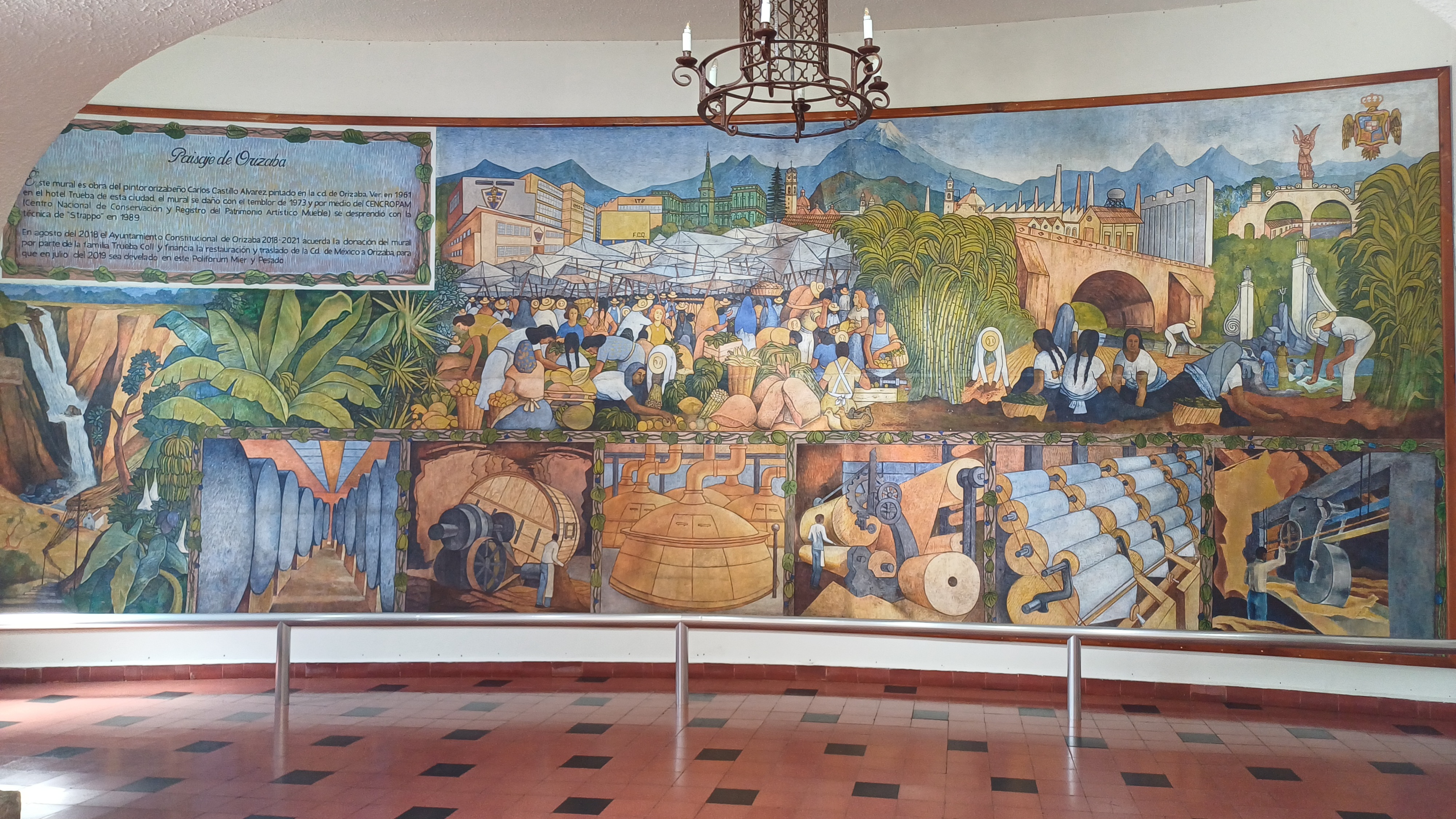
Mural el paisaje de Orizaba, Carlos Castillo Álvarez

## Periodo precortesiano

### Complejidad étnica
Por una simplificación del panorama indígena en el centro de Veracruz, Orizaba fue agrupada como parte del mundo totonaca, no habiendo señales de ella en los habitantes del valle, y aquella cultura tuvo como límite sur el río Actopan. 
Hablar actualmente de los "pueblos originarios de Orizaba" es hablar del mundo nahua, aunque es obvio que un sitio donde confluyeron tantas rutas, llegó a contar con una diversidad notable; otras lenguas que el valle también llegó a albergar fueron minorías Popolucas gracias a la cercanía de Tehuacán, además de grupos Hñähñu por las incursiones de estos pueblos al centro de México. 

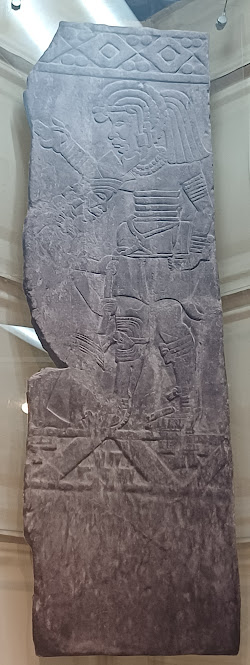
Lápida de Tepatlaxco, representa la preparación para el juego de pelota

### Época Mixteco-Tolteca
En el siglo VIII d. C. aparece un registro extranjero de la zona en el templo de las serpientes emplumadas en la zona arqueológica de Xochicalco en el actual estado de Morelos allí se observa la representación más antigua del topónimo del valle, con el bañista que levanta sus manos en señal de alegría, este recinto cuenta con gran influencia Mixteca demostrando relaciones entre esta cultura y el valle. 

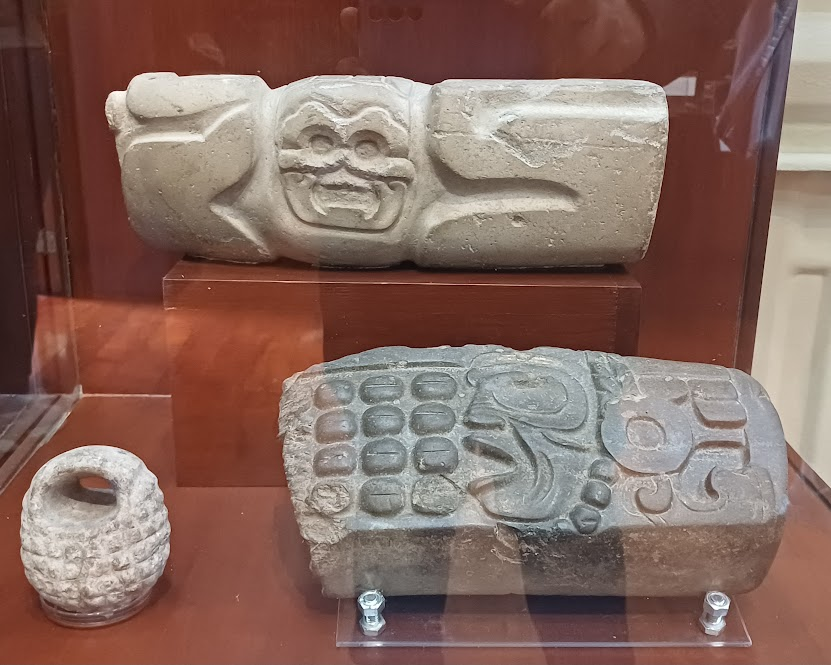
Yugos de piedra labrados

El ex gobernante tolteca Ce Ácatl Topiltzin Quetzalcóatl tuvo una relación importante con el valle por dar principio a la leyenda del Pico de Orizaba, Este importante gobernante se encaminó hacia el sur y difundió la práctica del juego de pelota en los habitantes de la zona, teniendo registro de la práctica de este ritual juego en el valle gracias a la lápida de Tepatlaxco encontrada al norte de Orizaba y hoy preservada en el Museo de antropología de Xalapa, representa a un jugador de juego de pelota siendo equipado con un yugo, el hecho de que este documentado la preparación que tenían los jugadores de pelota no habla de toda la importancia simbólica que tuvo este rito. Justamente en el valle también se han encontrado restos de los yugos. 
Los últimos registros del Quetzalcóatl humano, fueron en esta zona, y su fin se explicó a modo de leyenda con varias versiones; la versión con mayor relevancia en el valle, asegura que fue el responsable de la leyenda del Pico de Orizaba, donde se termina arrojando, dentro del cráter y tras esto una gran erupción, elevándose como la estrella de la mañana.

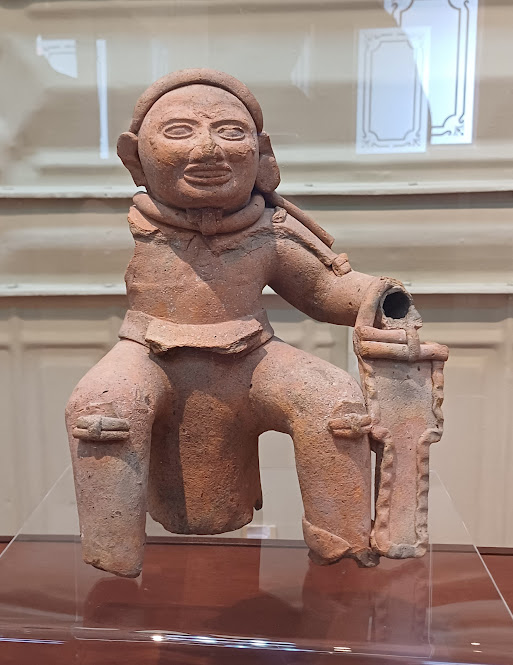
Escultura sedente de barro

### Cambio del clásico al posclásico, llegada de los chichimecas
Tras la caída de los centros más importantes del clásico, los grupos del Aridoamérica se vendrían asentando en Mesoamérica, teniendo revoluciones que los llevarían a la hegemonía con la Excán Tlahtoloyan. Al valle de Orizaba los grupos que principalmente figuraron fueron los grupos de Nonoalco y  Cuauhtinchan, estos últimos incluso registraron Orizaba en algunos de sus documentos. Los principales documentos de esta época son las deidades sedentes, esculturas de barro de diversos dioses prehispánicos y gracias a la presencia de restos de carbón, podemos afirmar que estas figuras servían como un incensario para ciertos ritos.

### Disputas entre Tlaxcaltecas y Mexicas sobre la región
Los Tlaxcaltecas expulsados de Poyauhtlán a mediados del siglo XII se asientan en las faldas del pico de Orizaba que llamaron Poyauhtecatl, por su lugar de origen. Gracias a su influencia los pueblos nahuas empezaron dominar en la región y con el tiempo llegó a ser la lengua indígena dominante, la voz original del topónimo no la conocemos pues Ahauilizapan es la forma en que se tradujo al náhuatl.  
En los anales de Tlatelolco se menciona: "En el año 10 Tecpatl (1424), entonces perecieron los Ahuilizapaneca", cita que probablemente se refiere a la incursión conquistadora que diversas naciones de la cuenca de México, entre ellas los Tenochcas, bajo la jefatura de los Tepanecas de Azcapotzalco, llevaron a cabo hacia las tierras tropicales del estado de Veracruz. 

Para protegerse de la Excan Tlatoloyan, los tlaxcaltecas reforzaron sus vínculos con la zona convirtiendo las poblaciones de Tequila, Maltrata y Texmalaca (en el actual municipio de Mariano Escobedo) en fortines. Los Tlaxcaltecas también se preocuparon por el ámbito diplomático y para eso fortalecer las relaciones con la zona especialmente con Cuahtochco y Cuetlaxtla. 

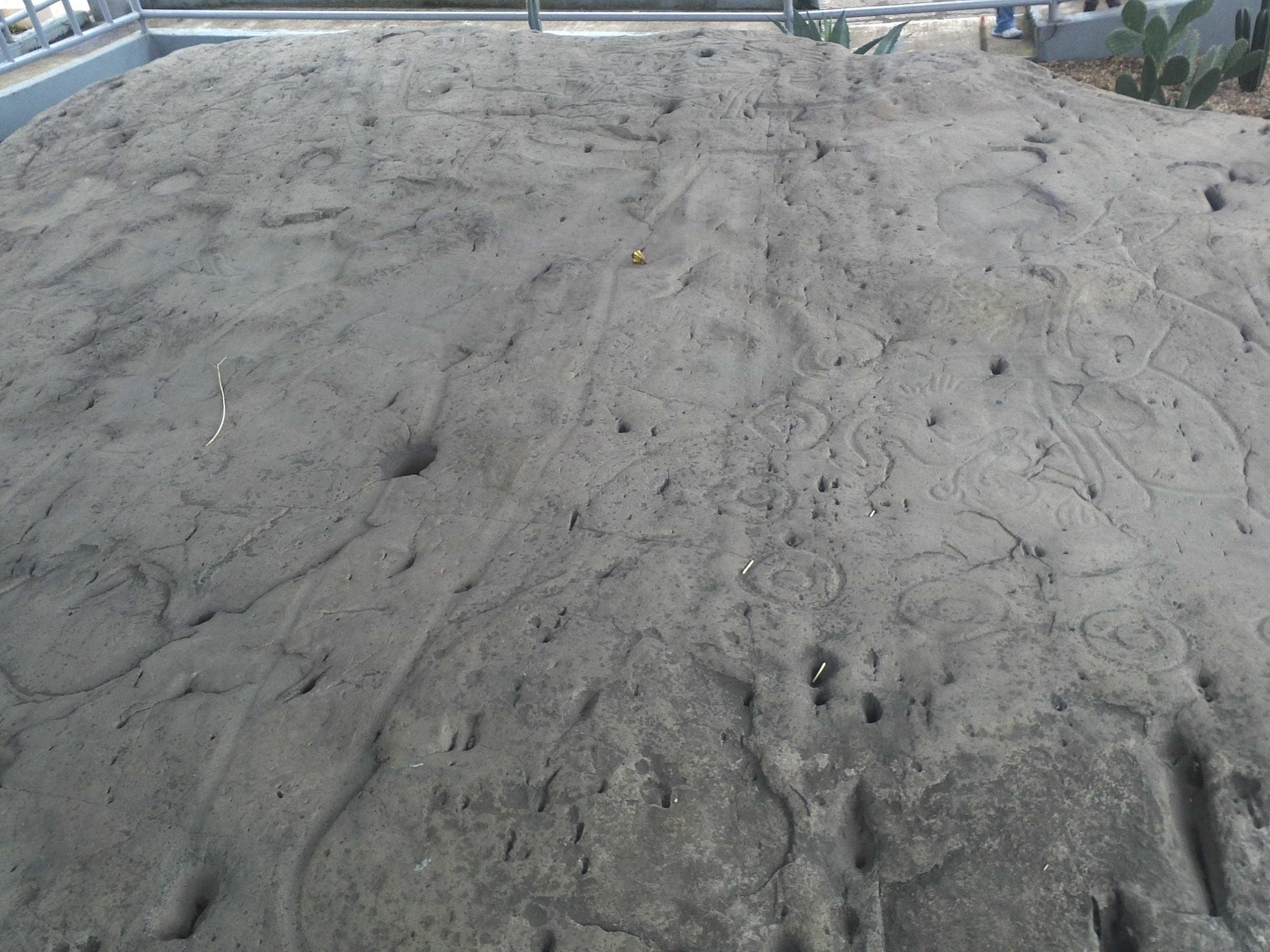
Piedra del gigante o Peña de Ocazactal, monolito de la segunda mitad del siglo quince, en honor a Xipe Tótec.

En 1450, el valle de Ahuilizapan queda totalmente bajo el dominio de los aztecas, se cree que en recuerdo de la conquista de Moctezuma Ilhuicamina, se realizó el tallado del petroglifo que se encuentra actualmente dentro del panteón Juan de la Luz Enríquez el cual es conocido como "La Piedra del Gigante". 

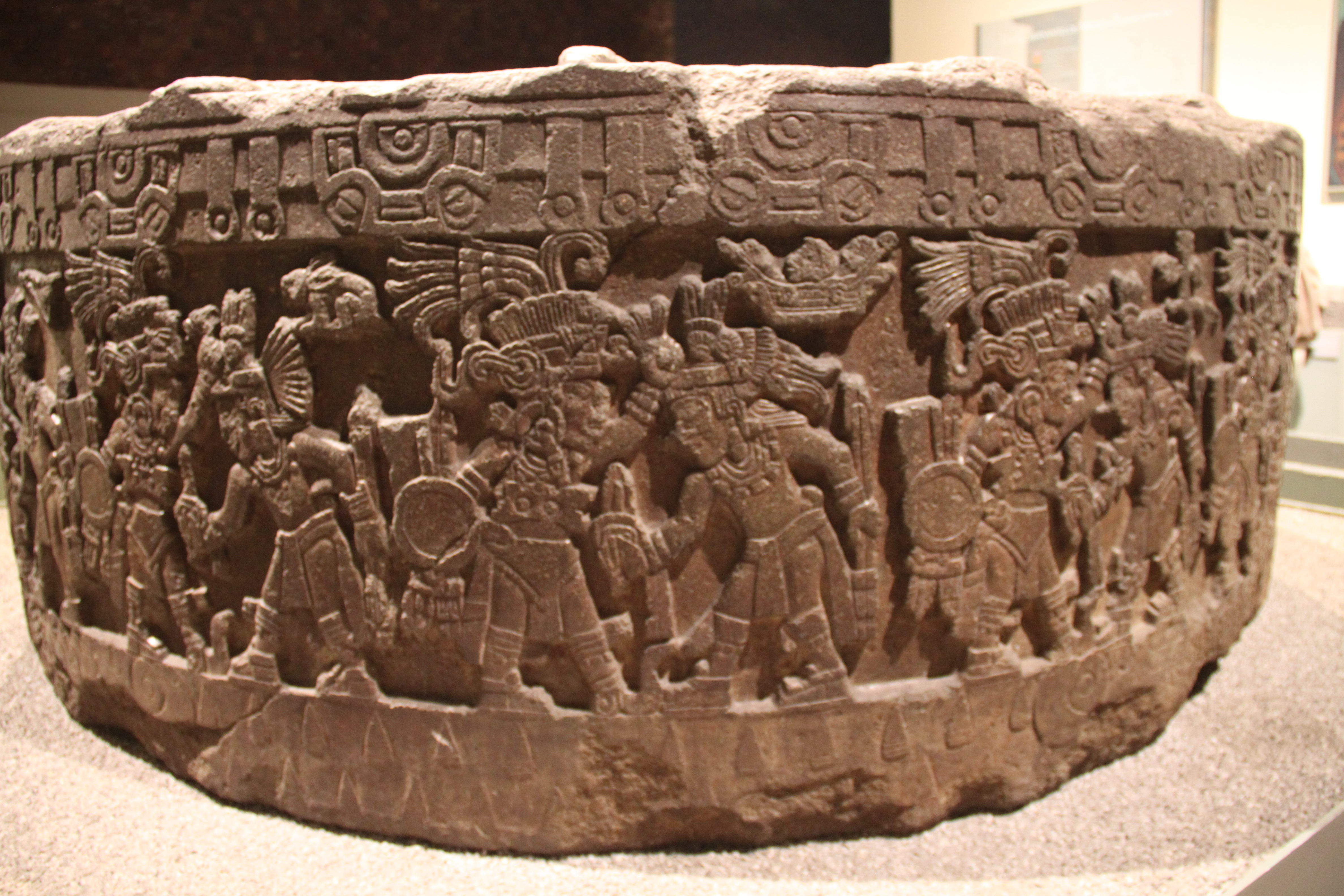
Detalle de la piedra de Tízoc o Chetumal donde en una de sus caras muestra una representación de la conquista Mexica de Ahuilizapan representada por el toponímico del valle, una especie de bañera con un individuo disfrutando del agua.

Entre 1461 y 1463 se produce una rebelión de los Señoríos de Ahuilizapan incitada por los tlaxcaltecas. Los pobladores del valle asesinan a los calpixques,por lo que Moctezuma Ilhuicamina manda un ejército a sofocar la rebelión, pero decidiendo mostrar autoridad para que otras provincias no se rebelasen, decide pedir el apoyo de todas las provincias, siendo notable la participación del Cuauhtlatoa gobernante tlatelolca y El mismísimo Nezahualcóyotl representando a Texcoco. 
Por su parte Ahuilizapan tenía como aliados a grupos de la costa, Cuetlaxta y a los Tlaxcaltecas, ante la gran amenaza que representaba la batalla estos últimos se rinden, los grupos de la costa que habían venido al valle a combatir tras diversas guerras terminan padeciendo, tras la victoria como era costumbre en Mesoamérica se realizan sacrificios de los locales conquistados. 
Otro documento externo es en la piedra de Tízoc, un Temalácatl asociado al periodo de aquel tlatoani 1481-1486 donde el diseño se centra en los Mexicas exaltando sus conquistas, representando en piedra las distintas poblaciones que habían sucumbido al poder imperial.  

## Incursiones españolas y participación en la toma de Tenochtilán
Por la costa del Chalchihucuecanllegaron los españoles y la cercana provincia de Ahuilizapan, fue de las primeras en atraer a los invasores, que buscaban obtener inmensas riquezas, pero que también mostró lo difícil que sería lograrlo. Hernán Cortés en su tercera carta de relación a Carlos V nombra al valle, pero con una alteración en el topónimo Ahuilizapan deformándose como Aulicaba. Tras una estancia en Tenochtitlán en el mes de mayo de 1520 Hernán Cortés avisado de la traición de sus capitanes toma el camino del valle para llegar a Veracruz y combatir a Pánfilo de Narváez.  
Durante la toma de la metrópoli mexica los altos mandos de Aulicaba apoyan la causa por intereses propios, y varios orizabeños estuvieron presentes en el ejército de tlaxcaltecas que apoyaron a Cortés.
Tras la conquista Gonzalo de Sandoval queda a cargo entre 1521 y 1522 con el fin de supervisar la zona para suprimir cualquier intento de rebelión, pero ninguna fue registrada por lo que el conquistador los dejó en relativa libertad.  
En octubre de 1524, Cortés visita Orizaba por segunda vez acompañado por sus capitanes, sus criados, el último tlatoani azteca Cuauhtémoc, los caciques Tetlepanquetzal y Coanacoch en calidad de prisioneros, así como por doña Marina "La Malinche" y algunos clérigos. En el lugar que hoy conocemos como Huiloapan en la estancia de un tal Ojeda "el tuerto" se celebró la boda de la Malinche con el capitán Juan de Jaramillo oficiando en la ceremonia Fray Juan de Tecto. Hernán Cortés a modo de regalo de bodas le concesiona el terreno comprendido desde el río Altchipinapan hasta sumidero. 
Más tarde, después de haber asesinado a Cuauhtémoc y los otros dos caciques el 15 de julio de 1526, Hernán Cortés pasa nuevamente por Orizaba encomendando el entonces valle de Ahauializapan al "tuerto" Ojeda y Juan de Coronel, soldado de Pánfilo de Narváez, convirtiéndose así en encomenderos del valle extendiéndose sus posesiones hasta Ostoticpac (hoy Nogales). En 1532 la segunda audiencia hizo el deslinde de asentamientos nominando a Orizagua y Ostoticpac en cabeceras dependientes del pueblo de Tequila.

## Primera centuria del virreinato
Para el año 1535 que se estableció el virreinato, Orizagua estaba formada por unas cuantas casas de madera levantadas por los españoles que se establecieron para formar casas, ventas y mesones para dar alojamiento a los viajeros además de las chozas de los indios de Ixhuatlán, creciendo pronto, pues los convoyes descansaban tres o cuatro días por lo pesado del camino.  
El primer Virrey Don Antonio de Mendoza, toma posesión de parte del terreno que tenía Ojeda “el tuerto”, que comprendida desde Acultzingo a Ostoticpac, en este último estableció un molino o trapiche de caña de azúcar en el lugar que desde entonces se llamó "El ingenio de los Nogales de San Juan Bautista”, Como dijimos en esta estancia zona fue donde la boda de Malintzin y Juan de Xaramillo había ocurrido, mencionando esto porque vagamente se tiene información de una fundación en este sitio; pero sin ningún registro pues los posibles sitios fueron destruidos en esta época por quedar dentro del terreno de cultivo.  

### San Miguel Ahahuilizapan, el cabildo indígena surgido tras un declive poblacional.
Orizaba se fue formando gracias al comercio y el paso de carga distando de un origen monástico como fue habitual en el centro de México, por el valle pasaban arrieros sin un gran interés en formar una población, los naturales temiendo sufrir abusos empezaron un proceso de migración hacia las faldas de los cerros. El barrio de Ixhuatlán ubicado en el primer cuadro de la Orizaba actual se mudó y según Arróniz: "sin que quedara ni una sola cabaña india en su recinto".

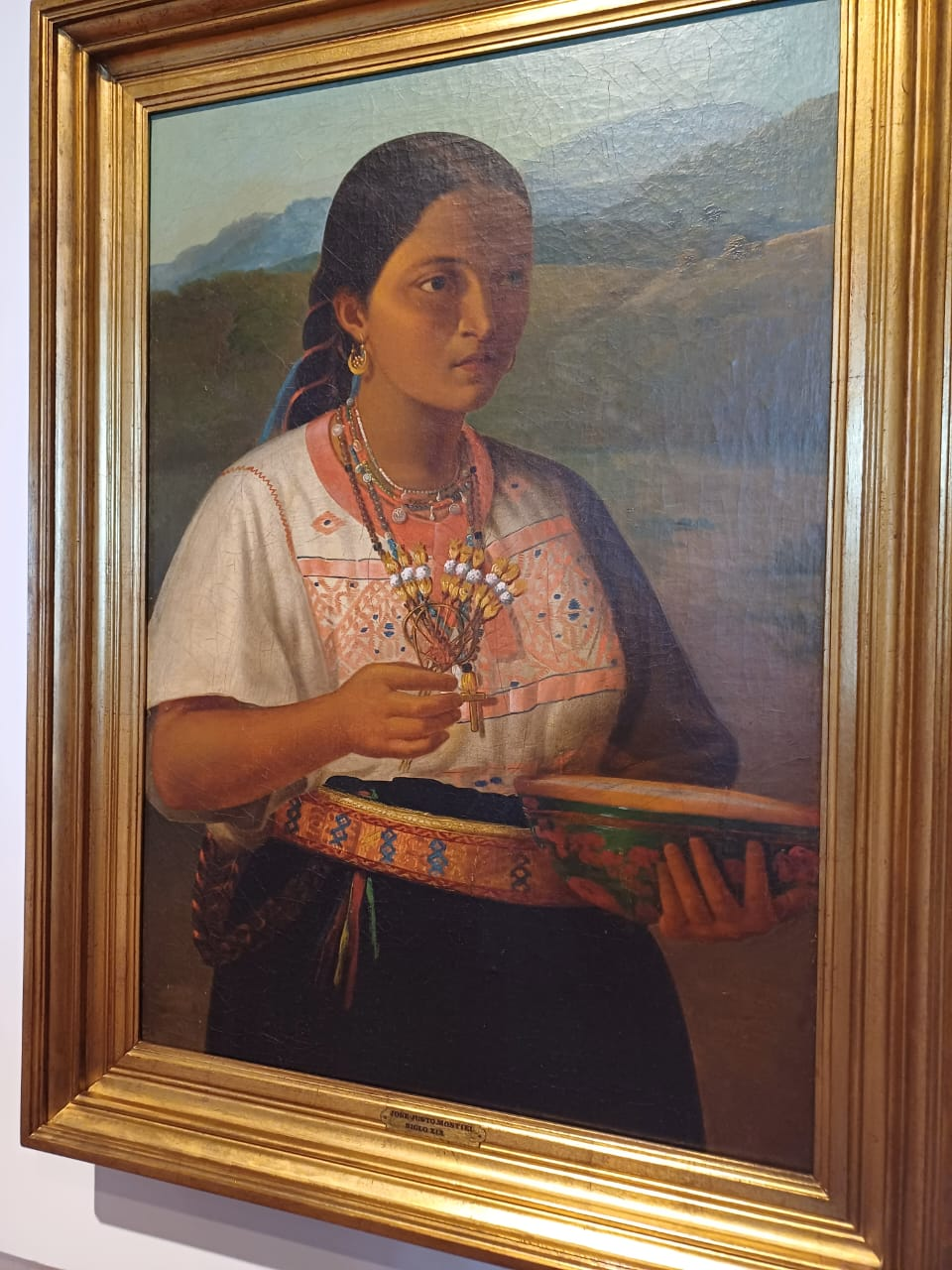
Retrato de gobernante indígena del valle de Orizaba realizado en el siglo XIX, los últimos vestigios de poder de la república de indios quedaron en caciques que solo controlaban sus tierras comunales, este fue pintado por José Justo Montiel y actualmente, se conserva en el Museo de arte del estado de Veracruz.

Aquellos desplazados fundaron para ellos los pueblos, sus nombres nos cuentan acerca de este fatídico proceso; Ixhuatlancillo del Monte a modo de fundar un 'nuevo Ixhuatlán' libre de los colonos y Atzacan que Arróniz traduce como "lugar de retiro" que atestigua el desplazamiento forzado, se intentó que regresaran al viejo barrio para que se pudiera consolidarse en comunidad, intentado convencerlos por medio de que si lo hicieran exigirían a los arrieros y a los pocos españoles asentados en la localidad respetar las leyes nuevas. En 1542 se logró que varias familias empezaran a regresar representando un aparente progreso, el cual se vio frustrado rápidamente ,tras una epidemia de peste desatada en 1545 que diezmo a las familias indígenas del valle la pandemia no pudo ser controlada hasta 1552.  
Reinaba ya el segundo virrey Don Luis de Velasco, con un sentido paternalista hacia los indios, buscaba que se integraran en la sociedad, la peste había terminado y finalmente los naturales se encontraban en el valle a quienes se les dio el permiso para designar sus autoridades en 1553, se trató de mantener los linajes nombrando a descendientes vivos del antiguo altépetl, aunque con el tiempo, algunos de los que prestaron servicio en la toma de Tenochtitlán empezaron a figurar en el poder, principalmente varios provenientes de Tlatelolco, no ayudando que la corona decidiera que los nobles compartieran el poder con los macehuales.
El patronazgo de San Miguel y su adopción en la república de indios. En las diversas alteraciones del nombre original del valle Ahahuilizapan, el sufijo del arcángel ha sido una constante. Según varios historiadores, el líder de los ejércitos de Dios ha sido el patrón desde 1522, con el primer contacto con la fe católica, siendo solo el patrón de 'San Miguel Ixhuatlán' sitio en el primer cuadro de Orizaba. Los naturales ubicaron la sede de la república de indios en este lugar, todos los naturales del valle dependieron de esta, incluyendo los de la sierra de Zongolica unidos por hablar una variante similar del náhuatl entre ellos. La república de 'San Miguel Orizava', utilizó este toponímico para referirse al control total del valle, y posiblemente gracias a esto se empezó a usar 'Orizava' para llamar a la vieja Ixhuatlán con su estatus de población central. 
Aun con la población establecida los orizabeños tenían que desplazarse hasta Chocaman que se estaba construyendo un convento de la orden de San Francisco, para recibir servicios religiosos, En 1554 los propios frailes franciscanos dirigen la construcción de la primera Iglesia para venerar al santo patrono, su estructura de horcones y paja fue realizada con mano de obra indígena. Con la iglesia como el centro de la población Orizaba obtuvo finalmente su fundación monástica y los indios empezaron a reclamar el lugar como el de sus antepasados y buscaban que los alrededores de la capilla sea el lugar donde puedan desarrollarse congregados como pueblo. 

### Orizaba, poco más que una posesión comercial para la corona[8]
Orizaba se convirtió en una población dinámica. gracias a su tráfico constante al ser un paso para los viajeros, los dueños de convoyes Juan Ramón Velasco, Mejía, Prado y Maldonado construyen el primer camino entre la Angostura y los Llanos de Escámela fundando la primera Calle Real. (Actualmente la Oriente 10). Los arrieros españoles que pasaban por la ciudad dependieron del corregimiento de Tequila hasta 1579 en que debido al mayor tráfico que se registraba, la autoridad que radicaba en Tequila fue trasladada a Orizaba siendo su primer corregidor Payo Patiño. Los españoles empezaron a pedir beneficios de un título de villa. 
Si bien el comercio se ha ligado a la ruta Veracruz-Puebla, no siempre fue el caso, a inicios del virreinato el valle estaba más relacionado con rutas en el transporte de ganado de los pueblos del Papaloapan, cacao desde Tabasco. La conexión con el transporte de mercancía a del puerto al altiplano realmente se dio hasta el final del siglo XVI que se empieza a jerarquizar el comercio y el puerto de la Villa rica de la Vera Cruz abandona la Antigua para su actual emplazamiento. En 1590 Antonelli el supervisor de la construcción del fuerte de San Juan de Ulúa, trazó el mapa de un camino nuevo, a un lado de Cotaxtla que pasaba además por lo que en un futuro sería Córdoba, San Andrés y Nopalucan, por la ruta de Orizaba. En los productos de comercio en la ruta portuaria destacamos el cedro rojo, que llegó a ser tan importante su comercio que se le empezó a llamar ‘Cedro de Orizava’. Con la consecuente mejoría para 1600 los indígenas financian su palacio de gobierno. 
La fundación de Córdoba jugó un papel importante en esta forma de solidificar los caminos, no solo añadiendo otra parada al camino real, si no que desde su concepción esta villa se planeó y pudo lograr neutralizar a los cimarrones, liderados por Gaspar Yanga otorgándoles su propio territorio en San Lorenzo de los Negros. Los cimarrones vivieron en relativa tranquilidad tras conseguir cierta autonomía e incluso se mezclaron con la población teniendo una notable cantidad de ‘pardos’.
Para 1618 Pedro Mejía y Sebastián Maldonado a instancias de los dueños de carros y caballerías que hacían el viaje de México a Veracruz hicieron las gestiones necesarias para fundar un hospital del que fueron encargados los Juaninos, iniciada la obra en 1619 fue hecha lentamente porque hubo que edificarla a base de limosnas. Los carreteros impusieron una cláusula para que diariamente los frailes recorrieran dos leguas a la redonda del hospital para recoger enfermos. 

## Consolidación religiosa en la Orizaba virreinal

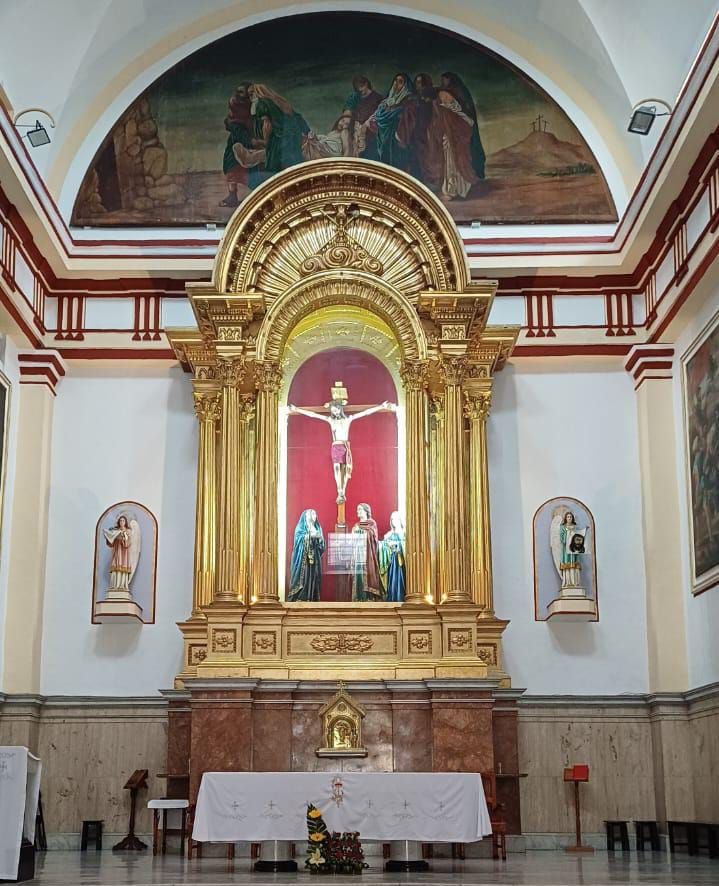
El templo del Calvario que alberga el Cristo donado por Palafox en 1642 fue renovado en el siglo XIX conservando la imagen trasladada al retablo mayor del nuevo templo.

Orizaba estuvo bajo el obispado de Tlaxcala durante todo el periodo español y en la época que Don Juan de Palafox estuvo a cargo de aquella diócesis tuvo distintos enfrentamientos tratando de tener un clero según sus ideas, basándose principalmente en cómo se organizaba la España europea, donde el clero secular y por lo consiguiente el obispo era la figura más importante y a nivel local las parroquias. 
La evangelización novohispana fue sobre todo realizada gracias a las órdenes mendicantes y quienes abarcaban el territorio, Orizaba en estos mediados del siglo XVII religiosamente aún se dependía de influencia franciscana de Chocamán y Tequila. Palafox como en otros sitios que pertenecieron al obispado tlaxcalteca durante su jurisdicción hizo que la administración eclesiástica se designara a modo de parroquia en Orizaba en 1642, esto también con la donación de la imagen el señor del Calvario una bella representación de Jesucristo crucificado que seguramente marcaba el retablo mayor en esta parroquia de cal y canto. 
En 1682 cuando las autoridades indígenas promocionaron una nueva parroquia dedicada al santo patrono San Miguel, escogieron que esta sea realizada bajo tutela de los franciscanos, una orden mendicante, está es la actual capilla del Santísimo, en inicio dedicada a la Virgen del rosario y siendo la primera fase de construcción del recinto, pues anexo a este se levantará el gran edificio de tres naves que se terminara hasta 1732 y ahora es usada como la catedral local. 

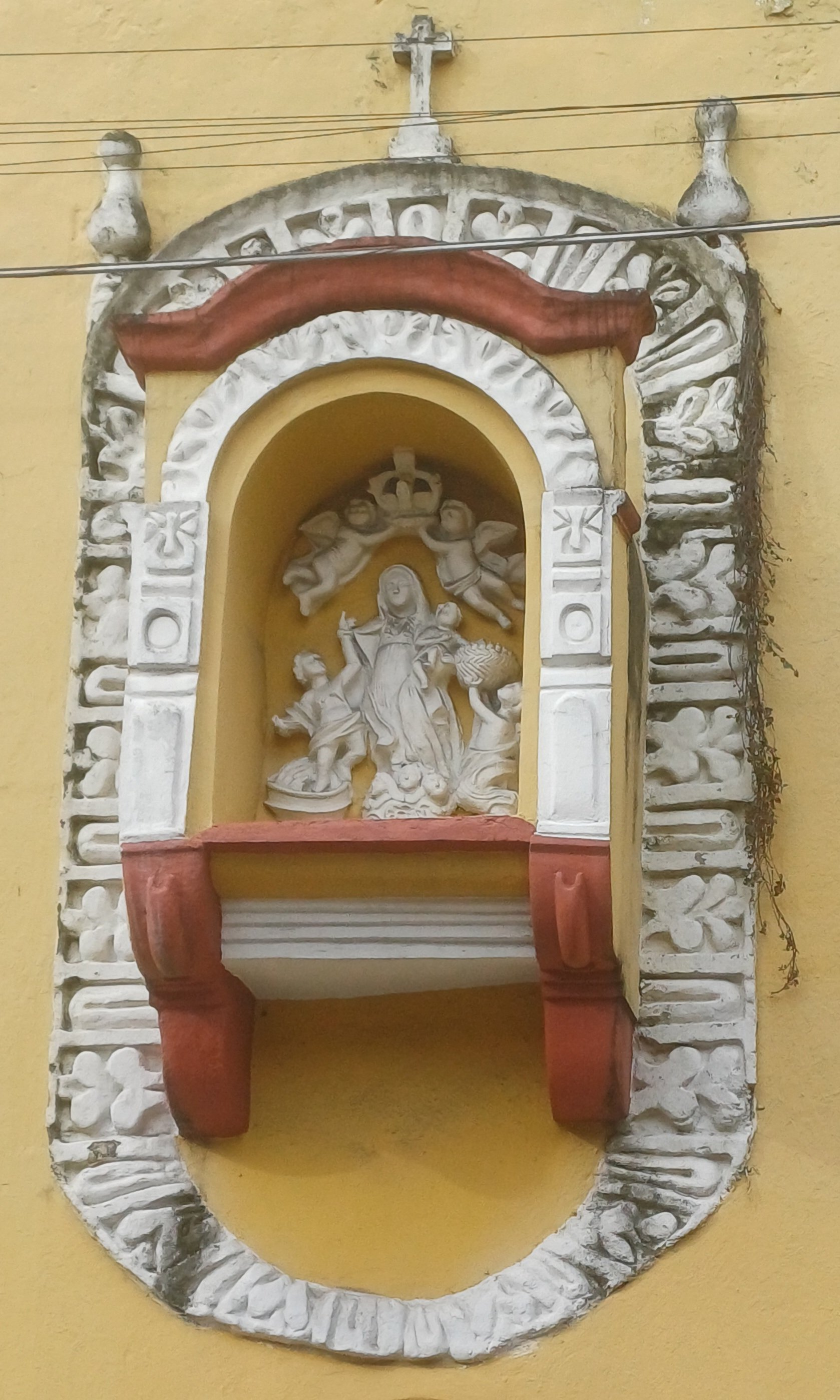
Asunción de la Virgen María, detalle en argamasa catedral de Orizaba

Estas decisiones no afectaron a la administración del Real Hospital de la Inmaculada Concepción que siguió bajo la orden Hospitalaria de San Juan de Dios prestando servicio a los viajeros y que en este siglo fue frecuentado desde 1630 por Don Alonso Díaz Ramírez de Guzmán (la Monja Alférez), dirigiendo un negocio de arriería y enterrado en el propio hospital 20 años después de fallecer en 1650, cuando enfermó en Cotaxtla del "mal de la muerte" tras esto (aunque puesto en duda) fue trasladado a Orizaba en un funeral, realizado por el mismo monseñor Palafox. 

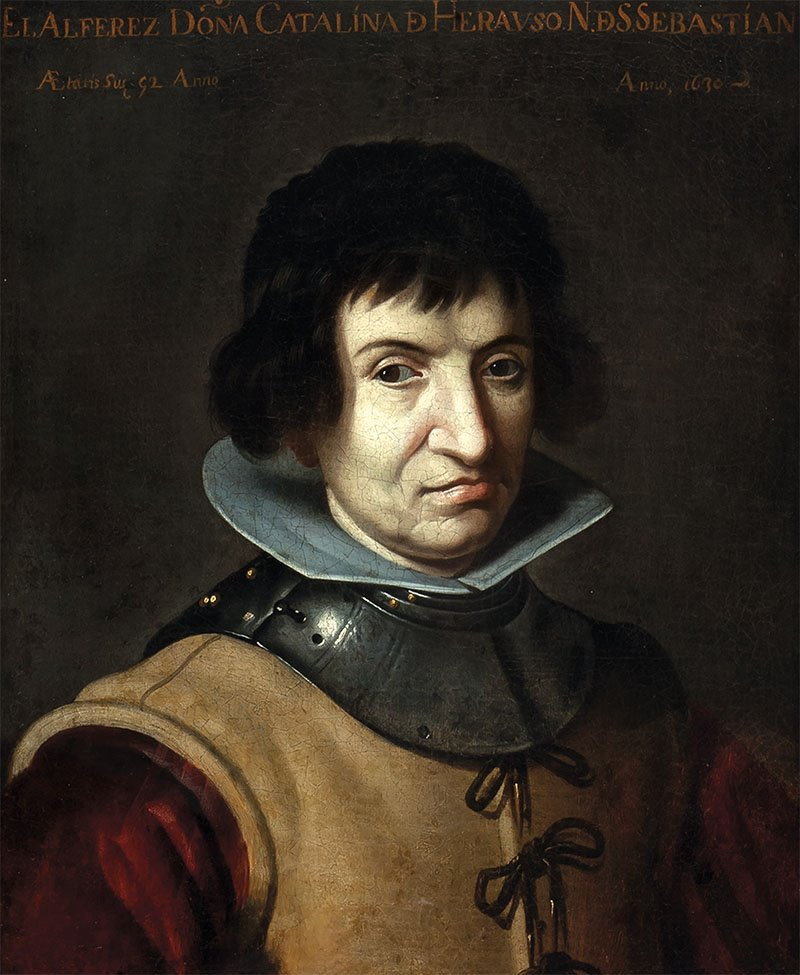
La Monja Alférez personaje nacido en San Sebastián, Guipúzcoa, que respondió a los nombres: Catalina de Erauso, Antonio de Erauso y Alonso Díaz Ramírez de Guzmán en distintos momentos de su vida.

En 1645 los Jesuitas Lorenzo López y Pedro de Orgaz arribaron al valle, durante su predicación en las poblaciones son avisados de que en Maltrata 2 indios ancianos eran responsables de profesar y difundir creencias paganas las cuales sucedían en un punto lejano del centro de aquella población. Este hecho es más bien anecdótico, no encontrándose casos similares en el valle, aunque por la complejidad de la topografía de las montañas es probable que esto puedo haberse repetido en otro sitio suficientemente aislado.  
A lo largo del siglo XVIII Orizaba construye una urbe devota, si bien es en este siglo cuando el clero secular ya tenía un papel mayor al del regular, el pueblo aun tuvo varias construcciones por autoría de este: 

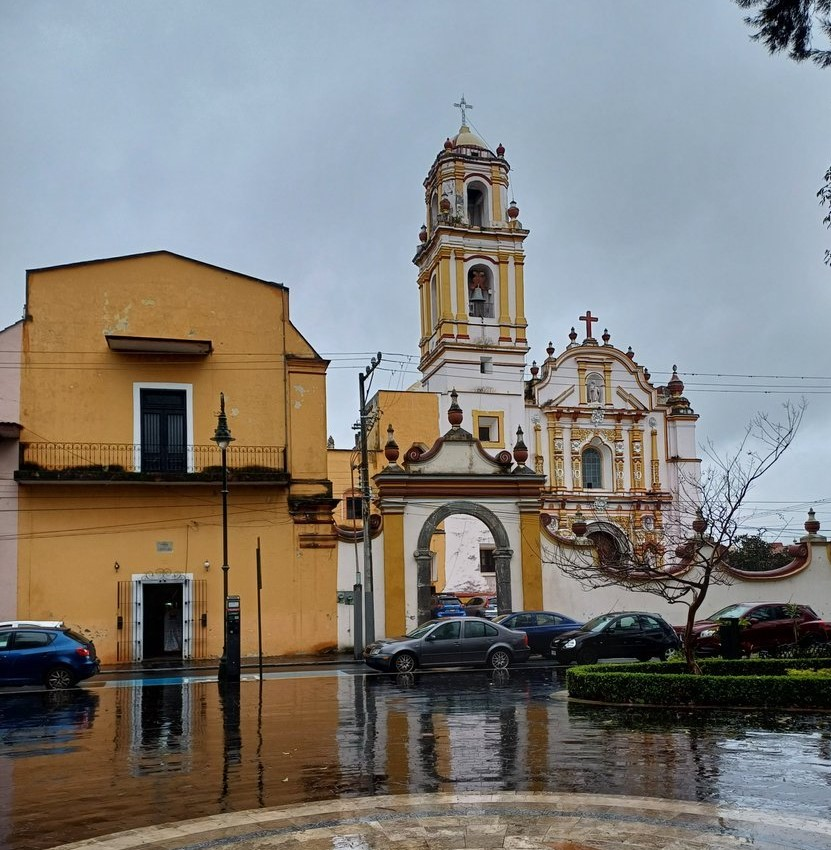
Conjunto conventual carmelitano dedicado a San Juan de la Cruz, hoy el obispado.

-El bello convento de San Juan de la Cruz para los Carmelitas se funda en 1735.
-La 'Concordia' para la congregación del oratorio de San Felipe Neri, de 1767 este ubicado el barrio de Omiquila, en el sitio donde desde 1709 ya había una ermita guadalupana y los filipenses decidieron que la iglesia adjunta al oratorio estaría dedicada a la popular advocación mariana.  
El templo de Santa Gertrudis en un inicio iba a ser un templo conventual a petición de la patrocinadora del templo, Gertrudis Baeza, cosa que nunca se concretó. 
El colegio apostólico de San José de Gracia, se construyó en el contexto de que a finales del virreinato los colegios para la propaganda de la fe se establecieron esencialmente para "civilizar" a las poblaciones en los confines del reino, sitios donde los misioneros en las décadas anteriores no pudieron evangelizar con éxito. Su primera construcción fue el santuario dedicado al Cristo Negro de Otatitlán, una devoción popular veracruzana con epicentro en aquel pueblo del Papaloapan. Los trabajos fueron lentos y los frailes fundadores vivieron en sus propias casas en la mayoría del proceso de construcción que no terminó hasta después de la guerra de independencia.

## Del ocaso novohispano a la creación de la república mexicana

### Conflictos territoriales[11]
Hasta 1744 fue que Orizaba mantuvo su territorio ancestral ósea todo el valle administrado por la república de indios, a partir de este año se empiezan a balcanizar la región por inconformidades, además gracias a que varios pueblos ya formaban sus propios cabildos, San Francisco Necoxtla y San Cristóbal Naranjal siendo las primeras este año siguiendo en años siguientes los pueblos que estaban más alejados de la cabecera, como Ixhuatlancillo, Iztaczoquitlán, San Juan del río (actual Rafael Delgado), entre otros 
Además del territorio de la república de indios, diversos terratenientes nobles poseían una inmensa cantidad de tierras alrededor de Orizaba, de estos son los que más se culparon por anexarse territorio de los macehuales (indios de la clase trabajadora) a sus dominios 

### Las dos repúblicas Orizabeñas
7 de marzo de 1764 es cuando se crea la república de españoles que aspiraban a convertirse en villa como ya lo era la vecina Córdoba. En varias ocasiones fueron los naturales quienes evitaron el establecimiento como villa, ya que la principal motivación que los españoles y criollos tenían para pedir este tirulo; era tener concesiones de terreno libres para establecer sus empresas. El organismo de la república de naturales, aseguraba la defensa de los territorios indios, que incluso los nobles españoles habían respetado; pero que peligraba ante un ayuntamiento con la mayoría de los jueces a favor de los peninsulares y criollos.  

Los naturales tenían la prioridad en el ámbito público pues la iglesia más importante San Miguel Arcángel fue comisionada por ellos, durante las ceremonias los nobles de Orizaba ocupaban las bancas más importantes.  

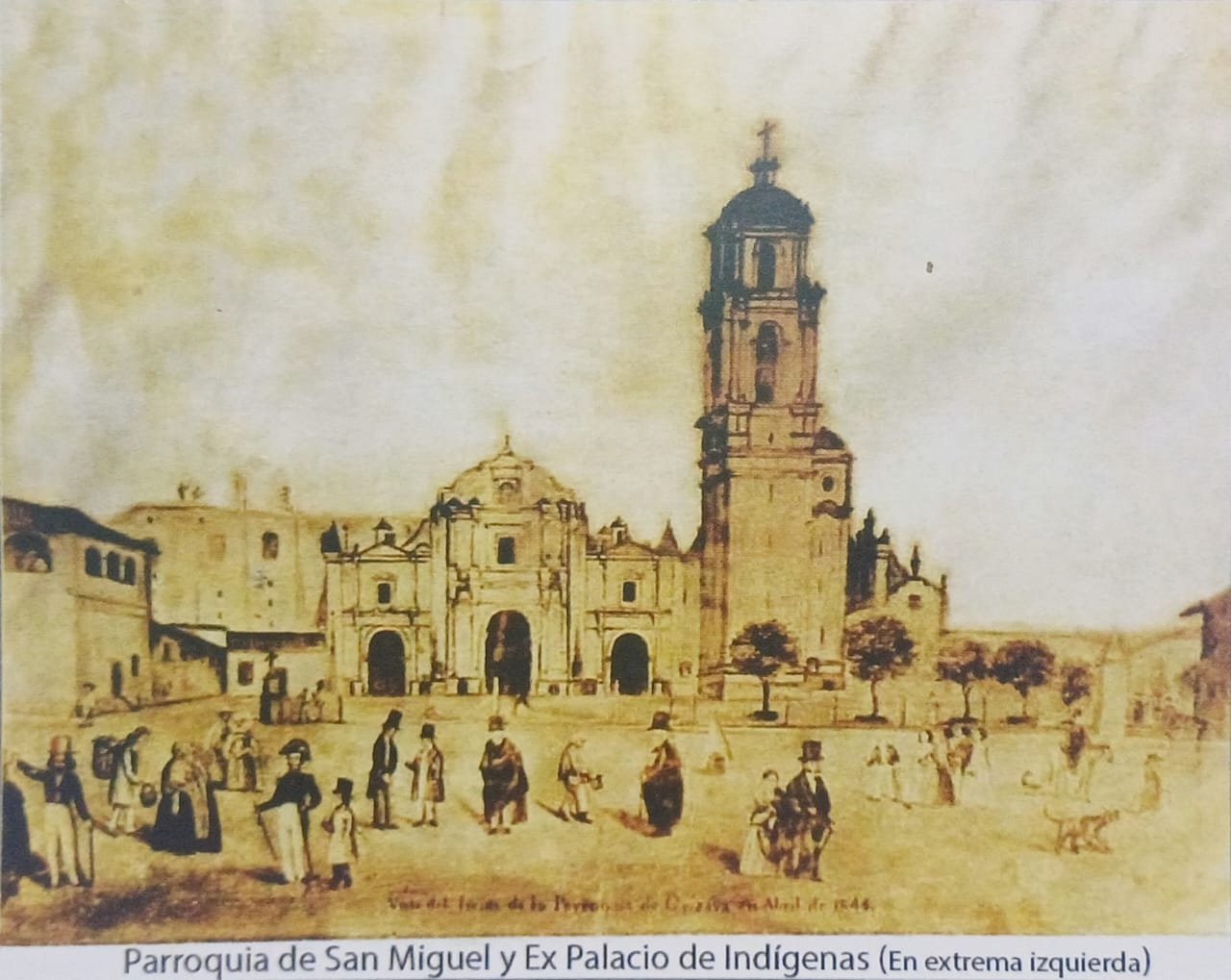
San Miguel Arcángel es la iglesia más importante de Orizaba, esta fue patrocinada por los indígenas que tenían su palacio de autoridades en el edificio con una galería de arcos en el segundo piso.

El 27 de enero de 1774 el rey Carlos III concedió la categoría de villa a Orizaba en favor de la república de españoles. 
El 18 de diciembre de 1776 es concedido a Orizaba el derecho de usar su propio escudo de armas y de usar el estandarte con la leyenda: 

·       "Benigno el clima, Fértil el suelo, Cómodo el sitio y Leal el pueblo" 

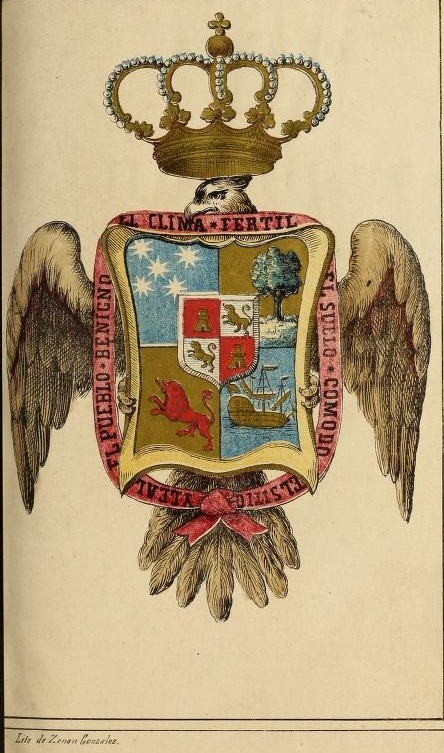
Litografía de Zenón González del que ha sido la versión oficial escudo de armas, con leves diferencias del concedido por Carlos III y ha sido el emblema de una identidad de corte criollo en la población.

Ante este reconocimiento los naturales buscarían justificar su legitimidad ante el rey, por lo que el gobernador del cabildo de naturales Don Lorenzo José Vidal envía a 6 nobles indios de Orizaba a que visiten a los nobles indios de Tlaxcala en 1803, que en esa ciudad llevaban el organismo del 'Congreso de Caciques Originarios', una entidad que respaldaba a que los caciques de distintas partes del reino que demostraran su origen tlaxcalteca, contaran con los títulos que las familias nobles de Tlaxcala gozaban, que los Orizabeños necesitaban para demostrar su autoridad. 
En 1804 Antonio Joaquín Iznardo, bachiller Juanino del Hospital de la Inmaculada concepción, Justificó la legitimidad de que los indígenas habían fundado Orizaba, en este primer libro de historia enfocado en la villa, se habla de cómo los naturales del valle fueron substanciales para la conquista y pacificación de la provincia.  

### ¿Cómo la declaración de villa ayudó a la renovación comercial?

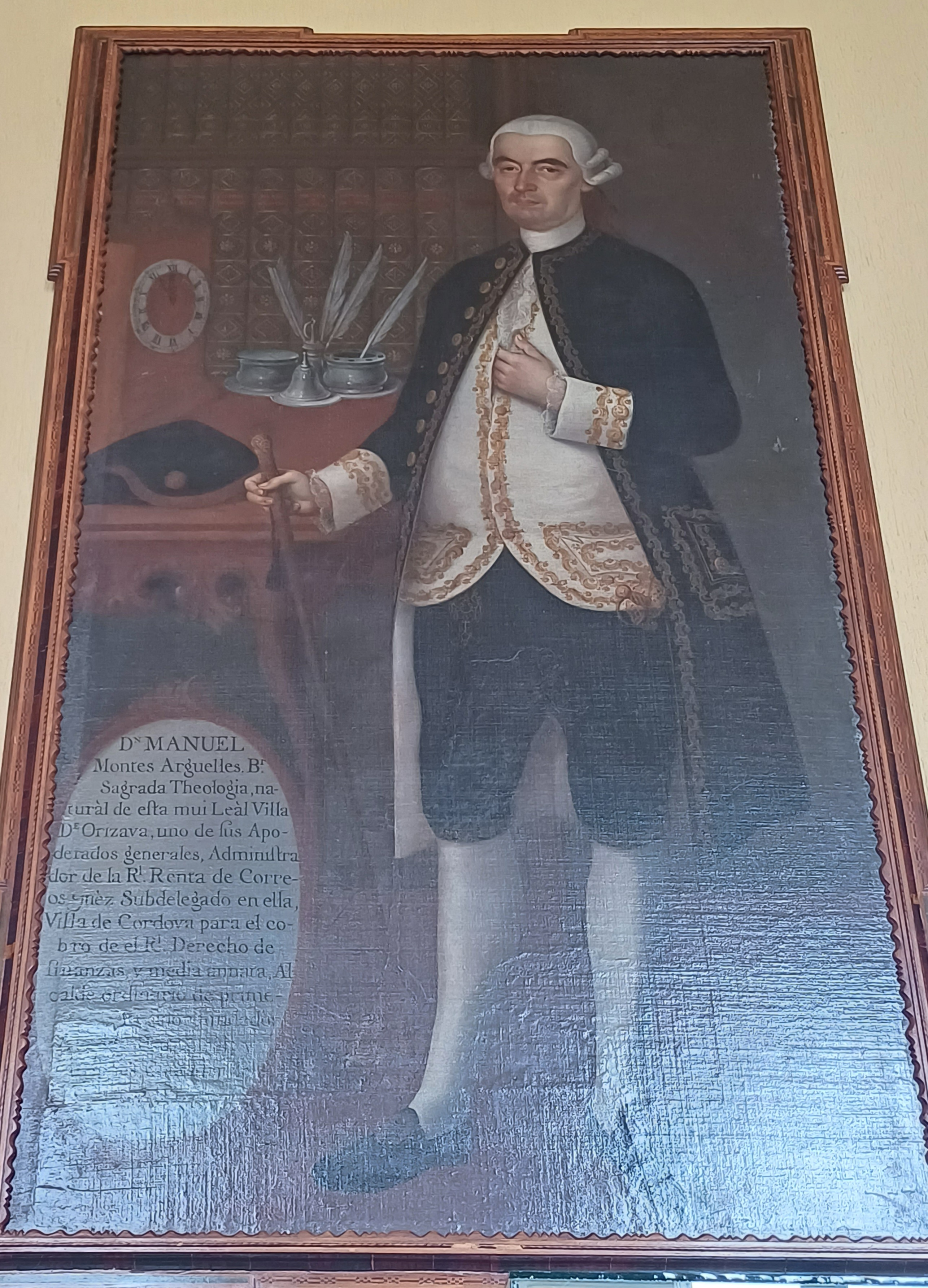
La fortaleza de las elites criollas fue una constante en el ; Uno de los exponentes locales fue Don Manuel Arguelles criollo dedicado a las finanzas.

Los procesos de disputa regionales eran parte del gran proceso histórico de las reformas borbónicas, donde una España que gobernaba el mundo buscaba modernizarse mediante las ideas ilustradas,  
El 15 de agosto de 1765 Orizaba es visitada por el peninsular José de Gálvez, ministro de Carlos III, quien había llegado como visitador real a América, para emprender diversas reformas a los virreinatos, sobre todo comerciales. En la villa pidiendo el establecimiento del estanco del tabaco, que con el nuevo ayuntamiento de españoles y las concesiones que este tenía ayudarían al aumento del comercio monopólico. 
También es creada la intendencia de Veracruz,entidad surgida en el virreinato tardío con el fin de generar poderes centrales que controlaran un gran territorio, Orizaba siendo parte de la intendencia desde el mismo 1774. 
En 1777 las rutas de Orizaba y Xalapa reciben reparaciones, ante intereses de mejorar los caminos de México a Veracruz además de adaptarlos para el transporte de artillería, el virrey Antonio María de Bucareli con el plan que había encargado al ingeniero Pedro Ponce y a Diego Panes, capitán de artillería, elegir el sitio más adecuado para asentar una fundición general de artillería.
Durante las reformas a las carreteras estaba sucediendo la fundación del Colegio de San José de Gracia, que tras estas reformas urbanas, su ubicación ayudo a repensar el trazo de la actual calle real (oriente 6), sobre la que se decidió levantar el conjunto reemplazando la oriente 10 que por el su paso por complejo del hospital de la Inmaculada Concepción, había sido la calle real histórica; pero cuyo puente acarreaba problemas por desbordamiento del río.  
Para que este cambio pudiera ser realizado con éxito se tuvo que renovar el puente que pasaba por esta avenida, que anteriormente por ser una sin importancia, era de muy reducido tamaño, el que se encuentra actualmente fue financiado por José de la borda importante beneficiario de la plata de Taxco con obvios intereses económicos de que esta acción favorecería considerablemente en el trasporte de su mercancía. 
En 1796, España entró en guerra con Inglaterra por lo que se temió un ataque a los territorios americanos por parte de los ingleses, debido a ello se pensó en la posibilidad de un ataque al Puerto de Veracruz por lo que las autoridades virreinales comenzaron a prepararse para el ataque. Debido a que el clima de la costa era extremadamente caluroso, las tropas se comenzaron a acuartelar en las ciudades de Córdoba, Xalapa y Orizaba tierra adentro para evitar el desgaste de los soldados por enfermedades y cansancio, Orizaba sería ocupada por el virrey Miguel de la Grúa Talamanca marqués de Branciforte para vivir y establecer la sede del gobierno virreinal durante la emergencia militar. Estas movilizaciones de 1797 y 1798 perjudicaron a la población con el alza de impuestos y de los precios de los alimentos, así como la expropiación de algunas propiedades y el aumento de los habitantes.  

### Guerra de independencia y primer imperio
Varias poblaciones alrededor del valle empezaron con las ideas pro Fernando VII desde 1810, Sobresaliendo entre ellas Francisco Leyva, y el indio Constantino que más audaces y emprendedores se hicieron capitanes de un ejército pero que no tuvieron mucho éxito en sus campañas y no contaban con armas. 
El virrey Francisco Xavier Venegas ante la amenaza de guerra ordena formar batallones realistas alrededor del reino, Orizaba forma el suyo en 1811. 
Bandera del ejército de la sierra. Mariano de la Fuente Alarcón, párroco de San Pedro Maltrata y Juan Moctezuma y Cortés párroco de San Francisco Zongolica, entraron a la villa el 28 de mayo de 1812 bajo la bandera SIERA. tras haber obtenido victorias en las entradas a la población, José Manuel Panes comandante realista mantuvo sus tropas en el hoy llamado parque López, derrotadas por la insurgencia. Tras la derrota la elite Orizabeña (posiblemente también la indígena), abandona la villa en camino a Córdoba, los insurgentes se mantuvieron hasta las incursiones reconquistadoras de Ciriaco del Llano,  

Bandera del ejército de la sierra

Francisco Leyva expulsado de Orizaba llega con José María Morelos y Pavón, que se encontraba realizando campañas en San Andrés Chalchicomula y lo ínsita a que dirigiera tomara la población, Morelos crea una estrategia mandando a Leyva y a los demás a sitiar la ciudad desde sus garitas, el 28 de octubre de 1812 por. que permaneció en este lugar hasta el 31 de octubre de ese año. 
Los Tratados de Córdoba entre Agustín de Iturbide y Juan O´Donojú, finalizaron en 1821 la guerra de Independencia , se encaminaron a la Ciudad de México anunciando en donde pasaban que la guerra había terminado, Al llegar a Orizaba al día siguiente un Te Deum es llevado a cabo en la Parroquia de San Miguel. 
En 1824 es abolida la república de indios, si bien algunos naturales por el alto rango social en el que estaban algunos miembros llegaron a conservar cierta relevancia en el nuevo panorama mexicano, aunque ya solo como caciques de sus comunidades. Uno de los emparentados con los nobles indígenas de Orizaba que consiguió relevancia fue el Padre Don Macario Mendoza, quien alrededor de esta época encargo la renovación de varios templos, entre ellos el actual Templo del Calvario, por resguardar la imagen que el Obispo Juan de Palafox había regalado 2 siglos atrás a los propios indios de Orizaba,  

## Primeras décadas de independencia

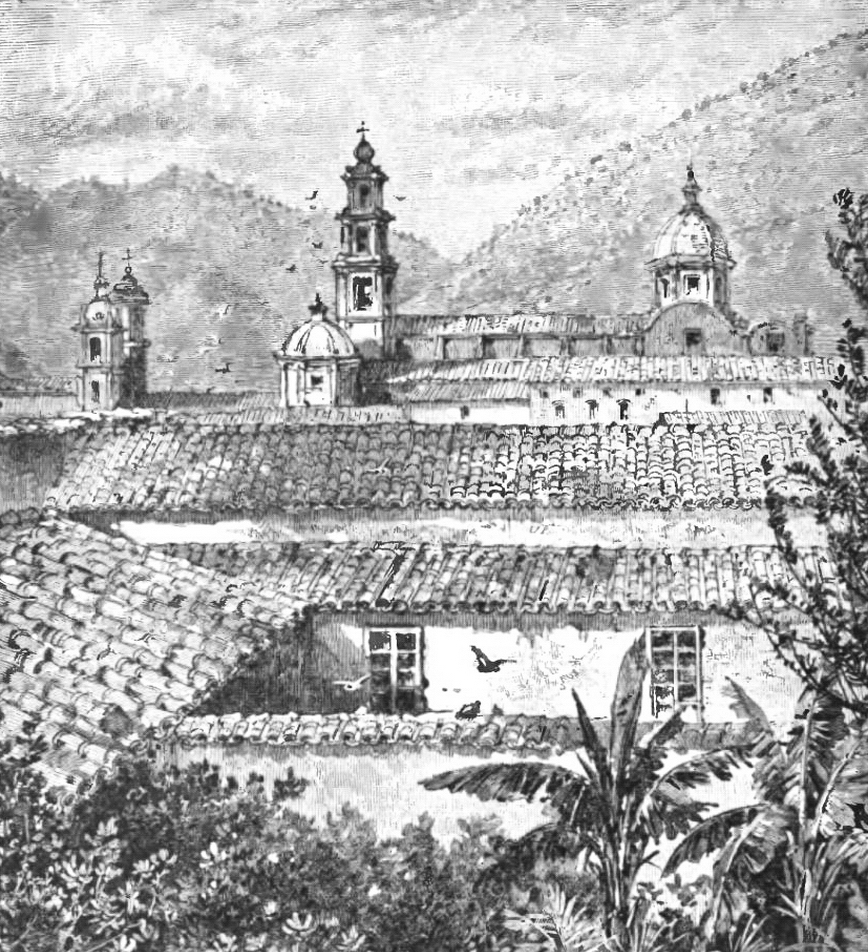
El colegio de San José de Gracia fue inaugurado en 1828

En 1825 el presbítero Sánchez Oropeza funda el Colegio Preparatorio Nacional, el primero y por tanto más antiguo del Estado de Veracruz.  
En la Primera República se crea la figura del cantón para dividir los estados, En 1826 Vicente Segura escribe el cuadro estadístico de las localidades que conformarían el cantón de Orizaba conformado por: Orizaba, Ixhuatlancillo, Ingenio (Nogales), Huiloapan, Tenango (río Blanco), Acultzingo, Maltrata, Aquila, Necoxtla, La Soledad, Tlilapan, San Juan del Río (Rafael Delgado), San Andrés Tenejapan, Ixtaczoquítlan, Barrio Nuevo, Santa Ana Atzacan, Tequila, Atlahuilco, Magdalena, Atlanca, Zongolica, Mixtla, Texhuacan, Reyes, Naranjal, Cuetzala, San Antonio Tenejapa, Tehuipango, Tlaquilpa, Astacinga. 
En 1836 don Lucas Alamán estableció la primera fábrica textil de la ciudad, "La fábrica de Cocolapan", dando comienzo a la vida económica como ciudad industrial. 

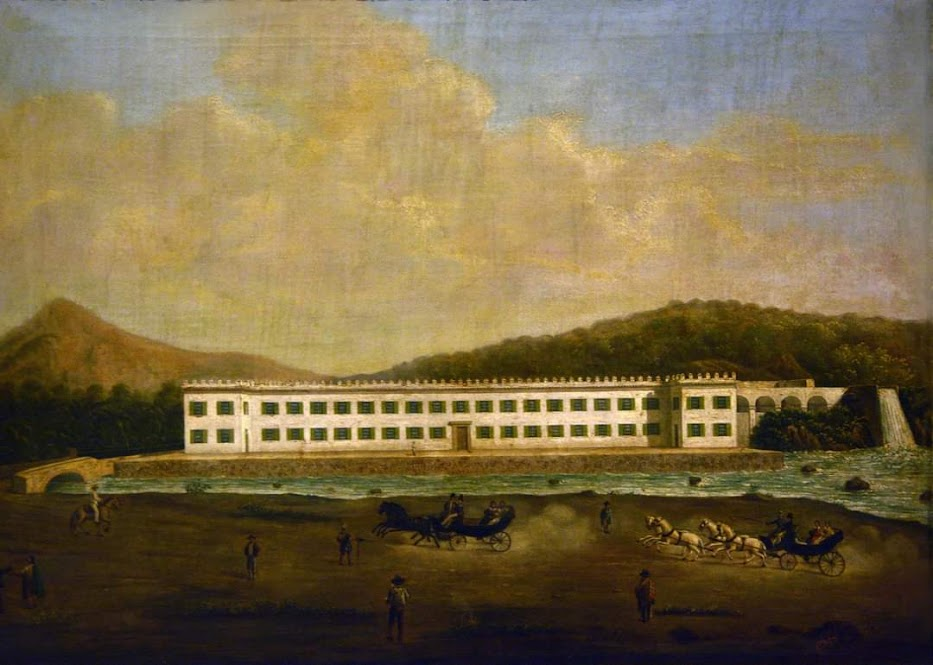
Fábrica de Cocolapan pintada Pietro Gualdi. Actualmente conservada en el Museo de Arte del Estado de Veracruz.

En 1839 se creó el primer periódico llamado "La Luz". En 1837 sucede un motín que no pasó a mayores debido a la ley de 1837 que redujo las monedas de cobre a la mitad de su valor. El 30 de diciembre de 1844 el pueblo de Orizaba apoya a Mariano Paredes en contra de López de Santa Anna. 

### Guerra con Estados Unidos 1846 - 1848
El 28 de enero de 1847 se dio bandera a un batallón organizado con ciudadanos de Orizaba encabezado por el coronel José Gutiérrez de Villanueva, que acompañó el párroco de Orizaba José Nicolás del Llano, como capellán de la guardia nacional, cuando se hizo la capitulación en el Puerto de Veracruz tuvieron que volver dispersos. En los años 1848 y 1849, Orizaba fue ocupada por una brigada norteamericana y se nombraron autoridades y un juez hasta la evacuación de las tropas yankis. El 6 de noviembre de 1848 tuvo lugar una rebelión sofocada por la guardia nacional. 

## Auge Liberal y Guerra de Reforma

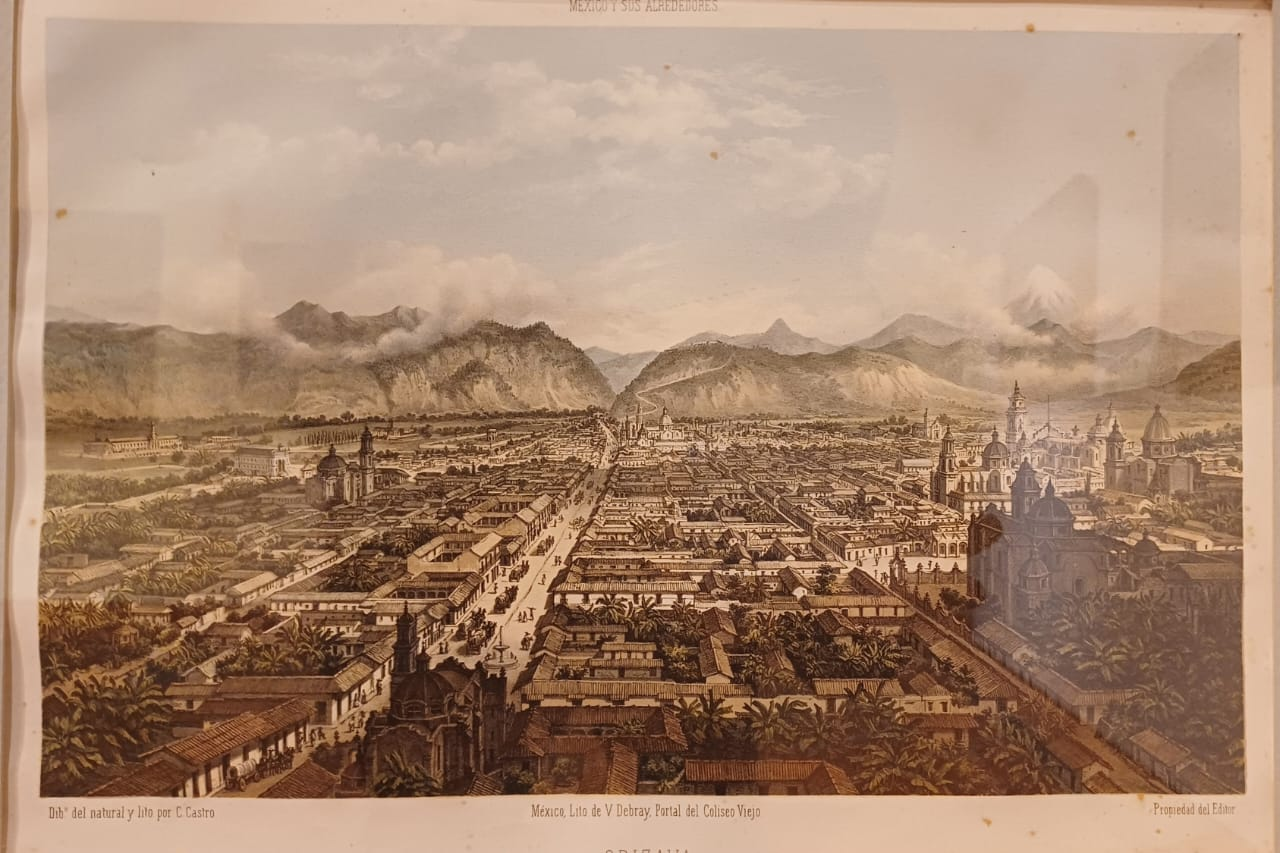
Panorámica de Orizaba por el litógrafo Casimiro Castro

En 1852 se inaugura el primer servicio de telégrafos. 
Para 1855 hubo una revuelta de Valentín de la Vega en contra de Santa Anna quien se apoderó de la ciudad de Orizaba a favor de la causa del Plan de Ayutla. 
Desde 1854 se planea la construcción de un jardín urbano eligiéndose el barrio de Santa Ana del Varejonal para llevar el proyecto a cabo. El 27 de septiembre de 1856 sobre el antiguo barrio de se inaugura la alameda, este se desarrollaba alrededor de una parroquia dedicada a Santa Ana de 1741, que persistió durante las obras dentro del parque, pero siendo finalmente destruida en 1857. 
Orizaba recibió con sumo desagrado la Constitución de 1857 promulgada el 5 de febrero de este año debido a que afectaban en gran medida los intereses de la Iglesia Católica. Miguel Miramón hizo varias veces escala en Orizaba después de sus fracasos en contra del gobierno de Benito Juárez. En este mismo 1857 Juárez promulga el decreto por el cual se clausuran de inmediato los conventos de San José, San Juan de la Cruz, de San Juan de Dios, Santa Teresa, Santa Escuela y el Oratorio de San Felipe Neri. 

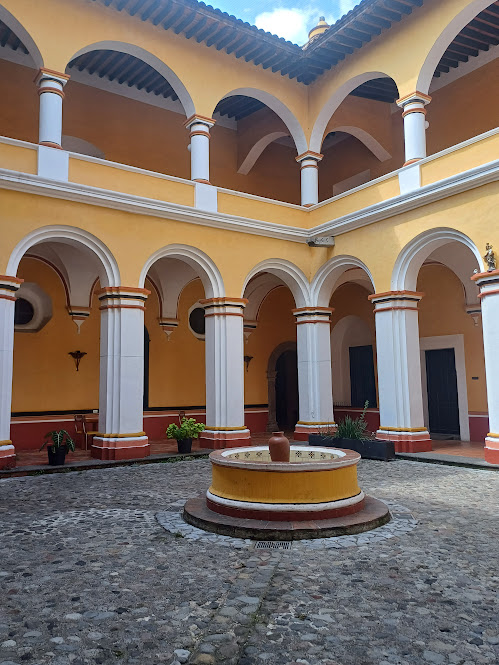
Tras la exclaustración del convento de San Juan de la Cruz, se decidió que el inmueble quedará a manos del colegio preparatorio, no pudo hacerse mucho porque los franceses tomaron el edificio como cuartel.

Esta constitución también le quitaba a la iglesia el control de otros aspectos como el de registro de población que tenía gracias a los bautizos y las bodas, además del funerario, la constitución creaba el registro civil y secularizaría distintas áreas como los cementerios, el primer panteón civil de la ciudad funcionó desde este mismo 1857 a 1895 en terrenos de lo que hoy es Cervecería Moctezuma. 
El 26 de agosto de 1860 las fuerzas de Juárez ocupan Orizaba imponiendo por la fuerza las Leyes de Reforma afectando a los religiosos que vivían en la región.  

En 1861 el presidente Benito Juárez se hospeda en la ciudad por 2 días llevando rumbo a la Ciudad de México. 

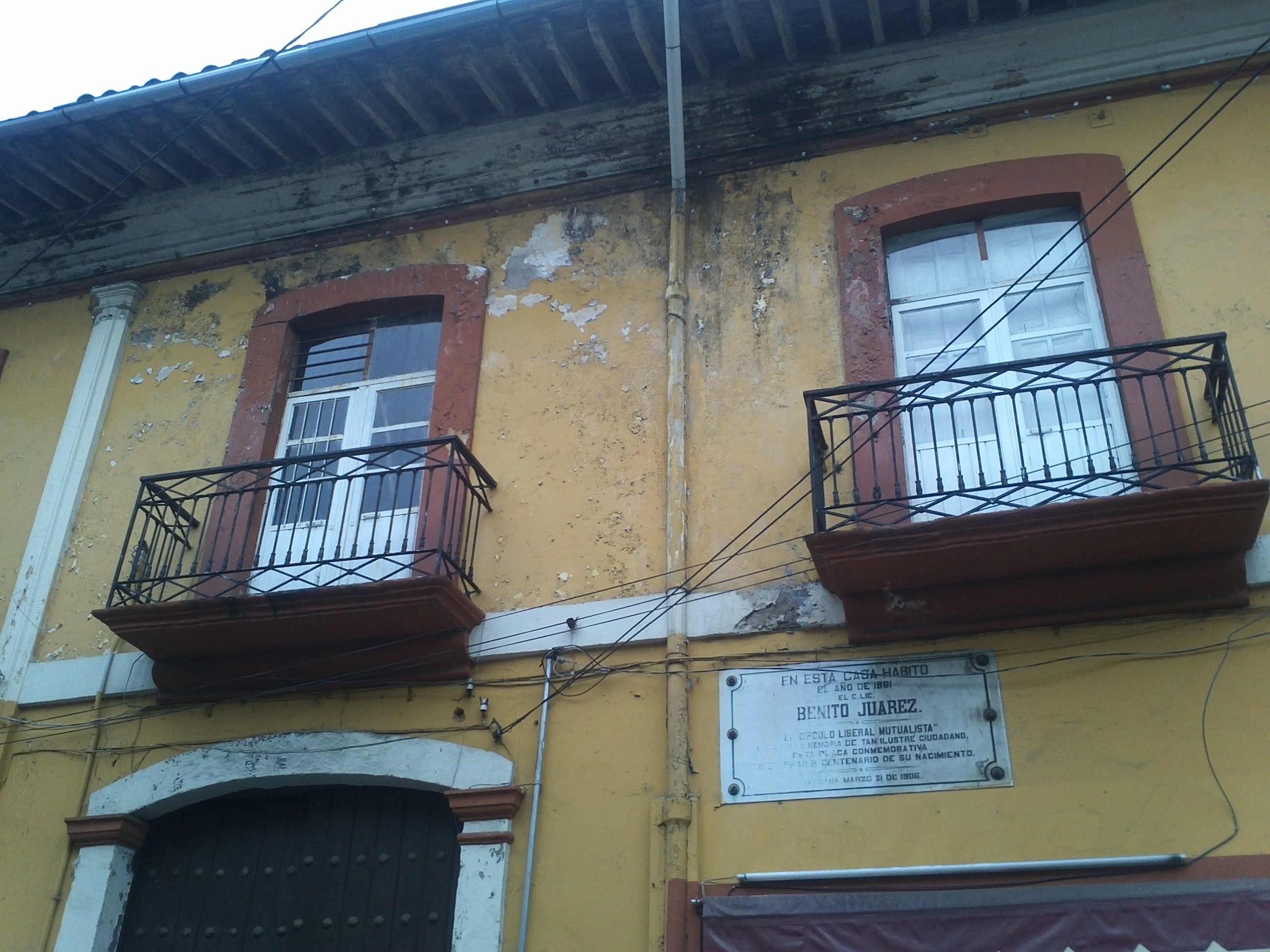
Casa donde pernoctó Benito Juárez en 1861

En 1862 la ciudad de Córdoba se levanta en contra de Juárez, los conservadores de Orizaba secundan el movimiento.  

## Segunda intervención francesa y Segundo Imperio Mexicano

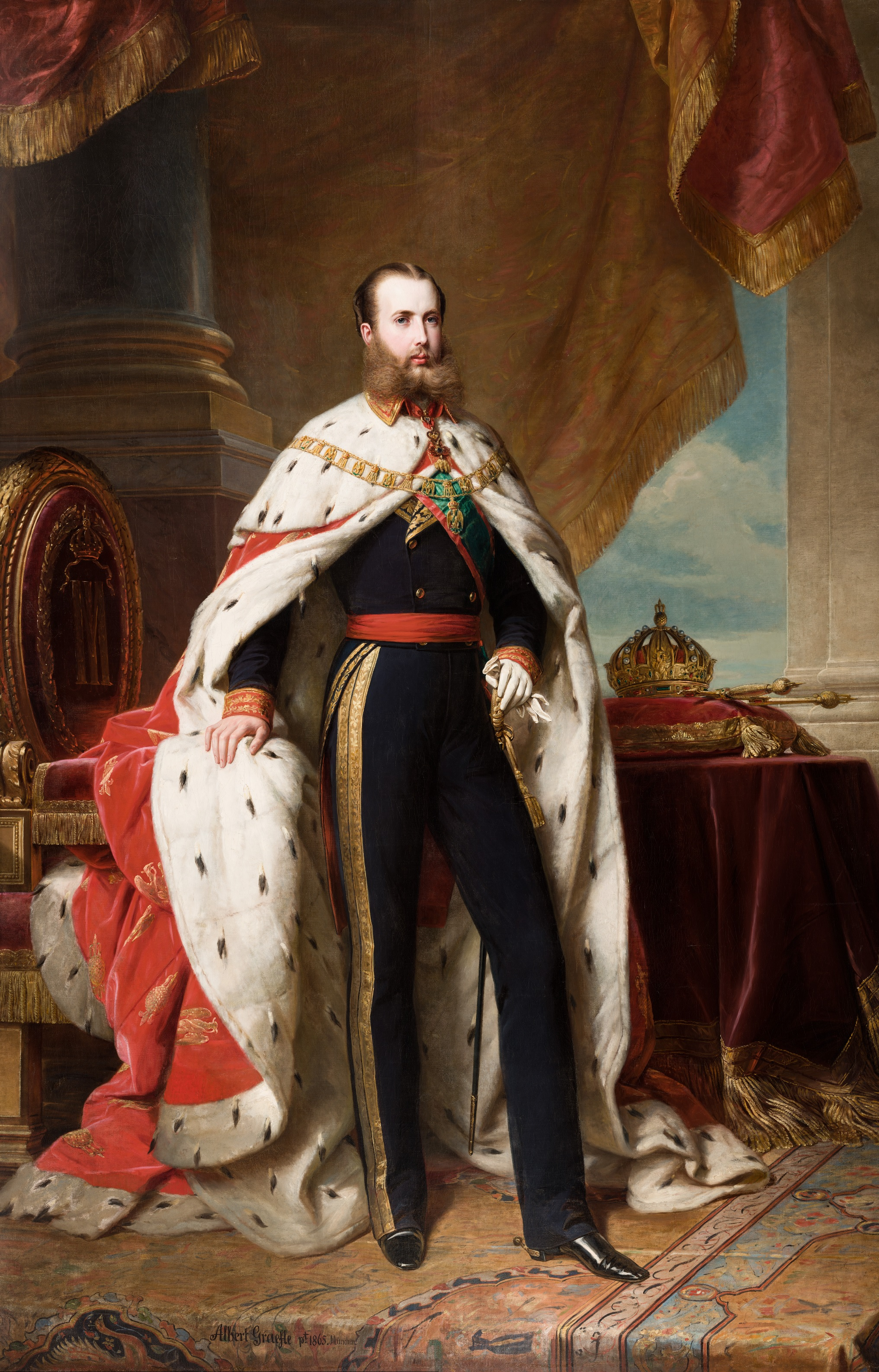
Emperador Maximiliano I de México

La Batalla de las Cumbres de Acultzingo tuvo lugar el 28 de abril de 1862. En esta ocasión, las fuerzas mexicanas, bajo el mando del general Ignacio Zaragoza, lograron una notable victoria sobre el ejército francés, que estaba avanzando hacia el interior del país. Las cumbres de Acultzingo, ubicadas en la región montañosa cerca de Orizaba, proporcionaron una posición defensiva estratégica para el ejército mexicano, permitiéndoles infligir significativas bajas a los franceses y retrasar su avance. 
Sin embargo, en el mismo valle, ocurrió un revés significativo para las tropas mexicanas conocido como la Derrota del Cerro del Borrego. El 13 de junio de 1862, y durante una campaña de Jesús González Ortega las fuerzas mexicanas estaban acampadas en el Cerro del Borrego, una colina cercana a Orizaba. Durante la noche, mientras las tropas descansaban, fueron sorprendidas y atacadas por las fuerzas francesas comandadas por el general Dietric. Este ataque resultó en una dura derrota para el ejército mexicano, con numerosas bajas y la dispersión de las tropas restantes. 
En este año la ciudad es ocupada por el ejército francés al mando del general Juan Prim y Prats ocupando el exconvento de San Juan de la Cruz como cuartel. En diciembre se coloca una cruz de fierro en la cima del Cerro del borrego como memoria de los caídos en la batalla, a la postre este cenotafio se llegaría a conocer como la Cruz de Sorcia.  
En 1863 con la ayuda del pueblo, se fugan los generales Ignacio de la Llave y Jesús González Ortega de la prisión de San Antonio después de haber participado en el Sitio de Puebla. El gobernador de Veracruz, Francisco Hernández y Hernández modificó el nombre del estado a Veracruz-Llave', pues el general nacido en Orizaba había muerto el 23 de junio en Guanajuato, tratando de seguir al gabinete de Juárez que ya se encontraba en San Luis Potosí. 

### Relación pluviositana con los emperadores

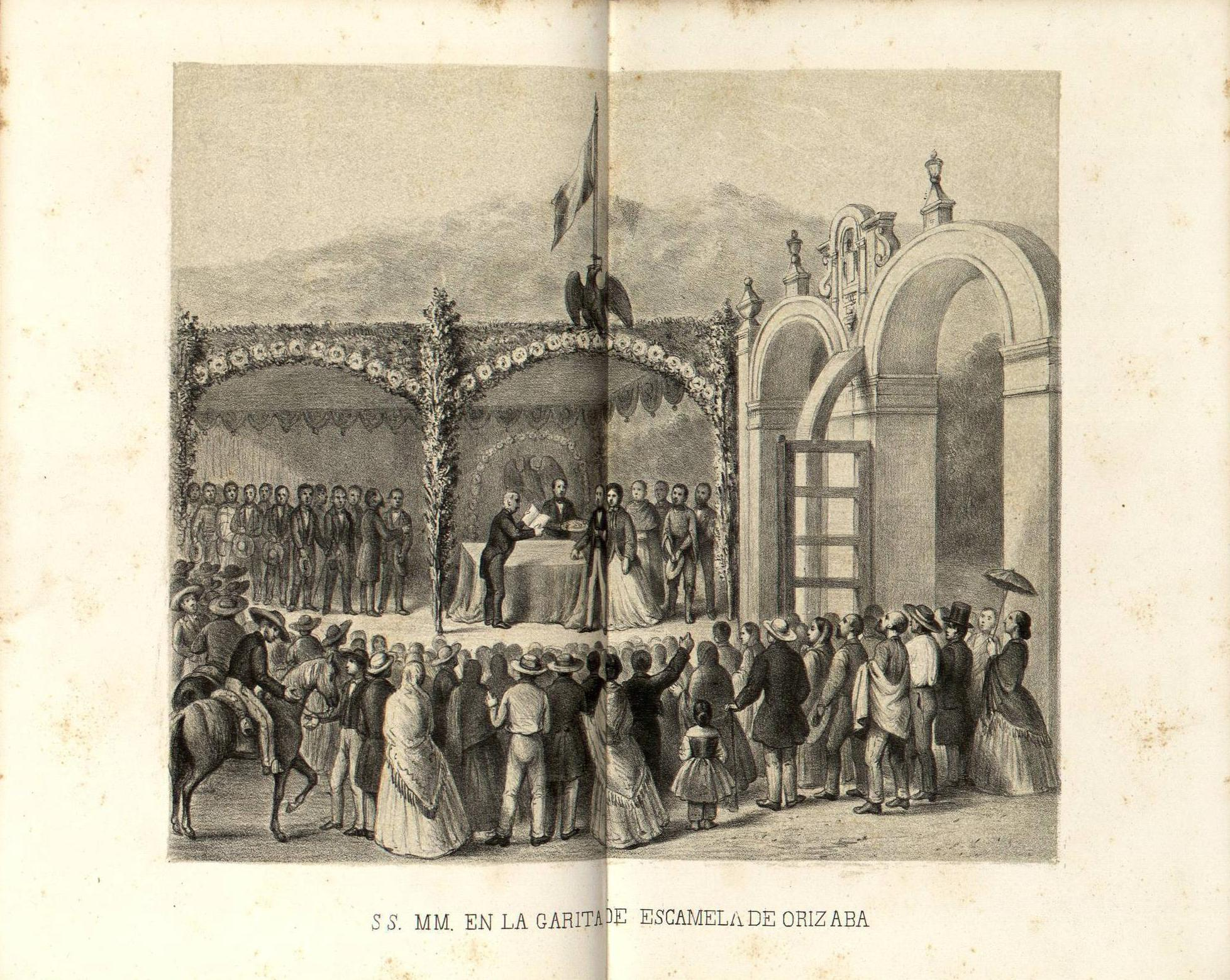
Recibimiento en la garita de Escamela, limité oriental de Orizaba.

En las crónicas se relata que los artesanos indígenas levantaron arcos florales en diversos puntos de la ciudad, el de Escamela al ser donde se planeó el recibimiento, un efímero pabellón de las mismas técnicas albergaba un trono honorífico. 
En Junio de 1864 Orizaba recibe con júbilo al emperador Maximiliano de Habsburgo y su esposa Carlota, son saludados con campanas y cañonazos en la Iglesia de Santa Gertrudis y el pueblo desengancha los animales de carga y arrastran la carreta del emperador hasta llegar al centro de la ciudad. 
La pareja imperial tuvo múltiples interacciones con sus nuevos súbditos en su paso por la ciudad quienes se presentaban ante S S. M M. para felicitarlo, contarle los problemas del país. A la ciudad de Orizaba habían acudido de todas las partes del valle y la habilidad de su traductor de náhuatl: Faustino Chimalpopoca Galicia, un intelectual y escritor descendiente de las nobles familias indígenas gobernantes de San Pedro Tláhuac le fue útil cuando los representantes de la población indígena buscaron recibir al emperador. 

#### En el encuentro bilingüe 5 individuos nahua hablantes del pueblo del Naranjal que consistían en el alcalde, 2 topiles y 2 señoritas indígenas ofrecieron regalos al monarca y aprovecharon para comentarle su situación
El alcalde toma la palabra y pronuncia el siguiente discurso 
“No mahuistililoni tlactocatziné, nican tiquimopielia mo icno masehual conetzitzihua, casan ye ohualacque o mitzmotlacpalhuilitzinoto, ihuan ica tiquimomachtis ca huel senca techyolpaqui mo hualialitzin ipampa itech tiquita aco se cosamalotl quixitintihuitz inon mexicolismixtl nesi ye omochautihea ipan to tlactocayotl. In senhulitini mitztitlania, ma yehuatzin mitzmochicahuili ica titechmaquixtis. Nis tiquimopielia inin maxochtzintl, quen se machiotl in tetlasotla litzin, mitzmo maquilia mo xocotitlan conetzitzihua.”  
Traducción al Castellano por Chimalpopoca: 
“Nuestro honorable Emperador, aquí tienes a estos pobrecillos indios hijos tuyos, que han venido a saludarte, y a que sepas que les alegra mucho el corazón tu venida, porque en ella ven a manera de un arco-iris, que desbarata las nubes de discordia que parece se habían avecindado en nuestro reino. El Todopoderoso es el que te manda: que él te dé fuerzas para que nos salves. Aquí está esta flor: mira en ella una señal de nuestro amor: te la dan tus hijos del Naranjal.” 
Respuesta de Maximiliano I: 
“Me es muy grato, mis queridos hijos, recibiros en comisión de vuestro pueblo; porque es una prueba de la confianza que debéis poner en mí para lograr la paz y el bienestar de que tanto tiempo habéis carecido. Podéis contar con el solícito empeño que tomaré para proteger vuestros intereses, fomentar vuestras labores y producciones agrícolas, y mejorar en toda vuestra situación, y así podéis anunciarlo a los habitantes del Naranjal.” 
Traducción de la respuesta de Maximiliano I
“Cenca no huey paqueliz, no tlazo pilhuane, in anhualmicaque cetilizca ¡pampa anmo altepelzin: Yuhquion an quimo eittitilia inhuei yolchicaualiztli in anqui mo lalilia no macpan mic axilo loz paccayotl ihuan in cual ye liztle in yehuecauh amo anquino pielia. “Ma xiemo machitican ca niaub niclchihuaz mochi tein monequi inie nie palehuiz tein anmo axcatzin, nie yolchicahuaz amo quitzin ihuan mochi milpan tlachihualiztli ihuan nie yee tlaliz amo nemilitzin. Yuhquinon xiquin molhuilican in ompa Naranjal tlaca.” 

### Ferrocarril Imperial Mexicano

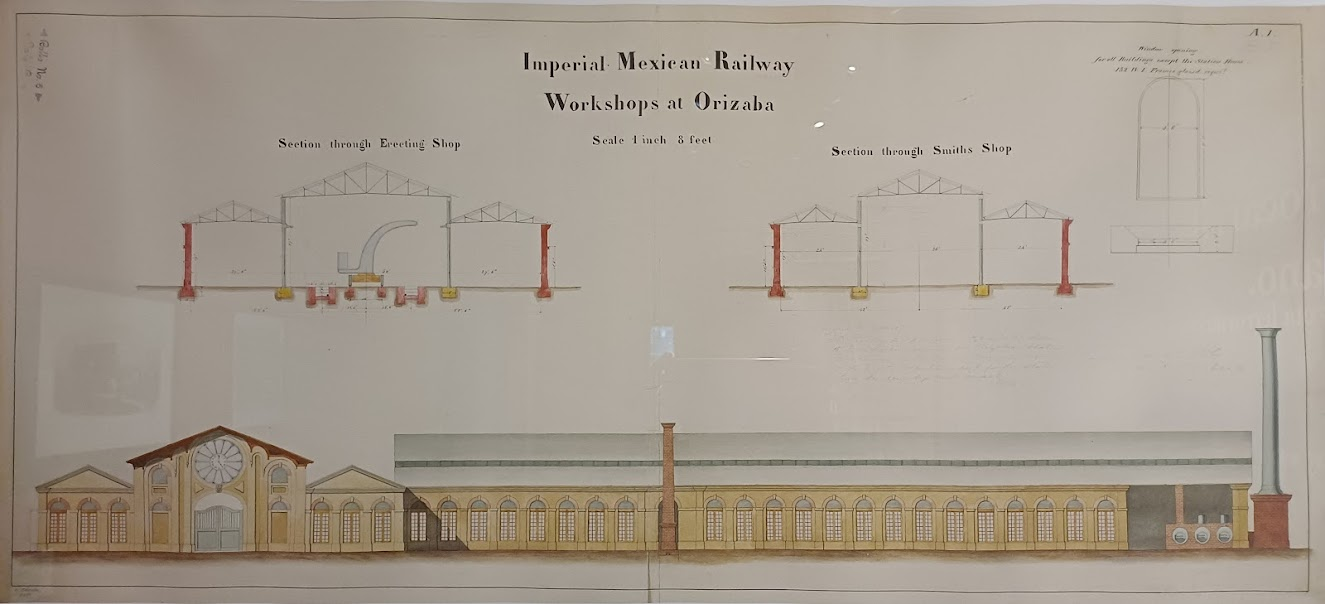
Proyecto de talleres para el Ferrocarril Imperial Mexicano en Orizaba.

Gracias a los trabajos de ferrocarril Orizaba sería uno de los lugares que el emperador visitó frecuentemente durante el efímero imperio, hospedándose en la Hacienda de Jalapilla. Maximiliano I formó la COMPAÑÍA LIMITADA DEL FERROCARRIL IMPERIAL MEXICANO reuniendo a diversos ingenieros, quienes se dedicaron a estudiar la zona, su topografía y que proyectos podrían llevarse a cabo, como la imagen adjunta que consta de unos talleres. 

## De la república restaurada al fin del Porfiriato
El 25 de febrero de 1868 ya con Juárez instalado en la capital las fuerzas conservadoras desocupan Orizaba, uno de los últimos bastiones y se recupera la tranquilidad con la República restaurada. 
El 8 de mayo de 1874, Orizaba fue declarada capital de Veracruz por el Gobernador Apolinar Castillo funcionando la casa consistorial como Palacio de Gobierno, pero en 1878 una rebelión encabezada por Juan de la Luz Enríquez quita del poder a Castillo y traslada definitivamente la capitalidad a Xalapa. 

### Entrada en funciones del ferrocarril; la reorganización territorial a favor de los industriales

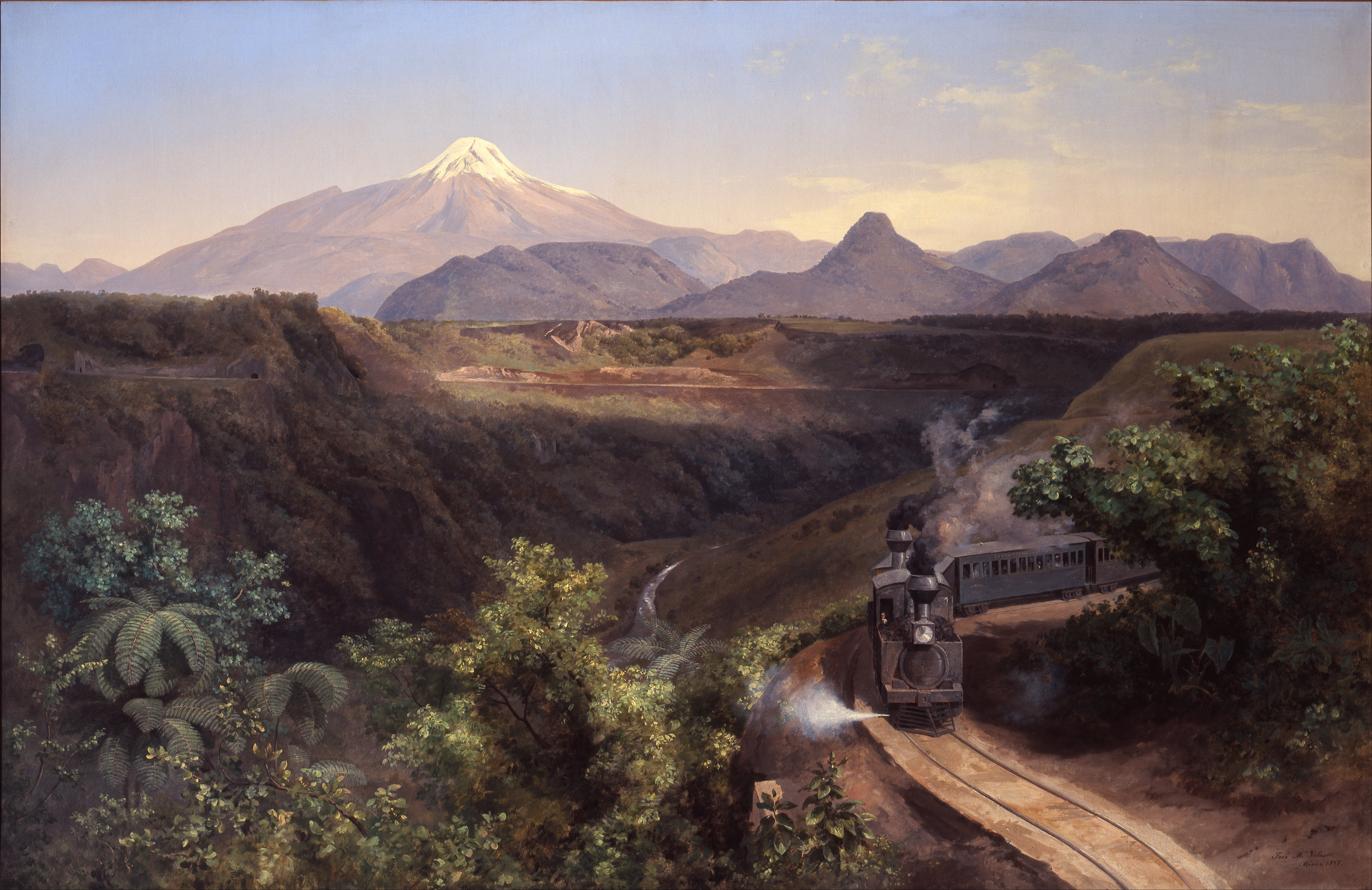
la obra de esta línea se convirtió en un símbolo uno que artistas como Casimiro Castro y José María Velasco, se vieron interesados en plasmar los paisajes donde el ferrocarril se imponía cruzando la campiña.

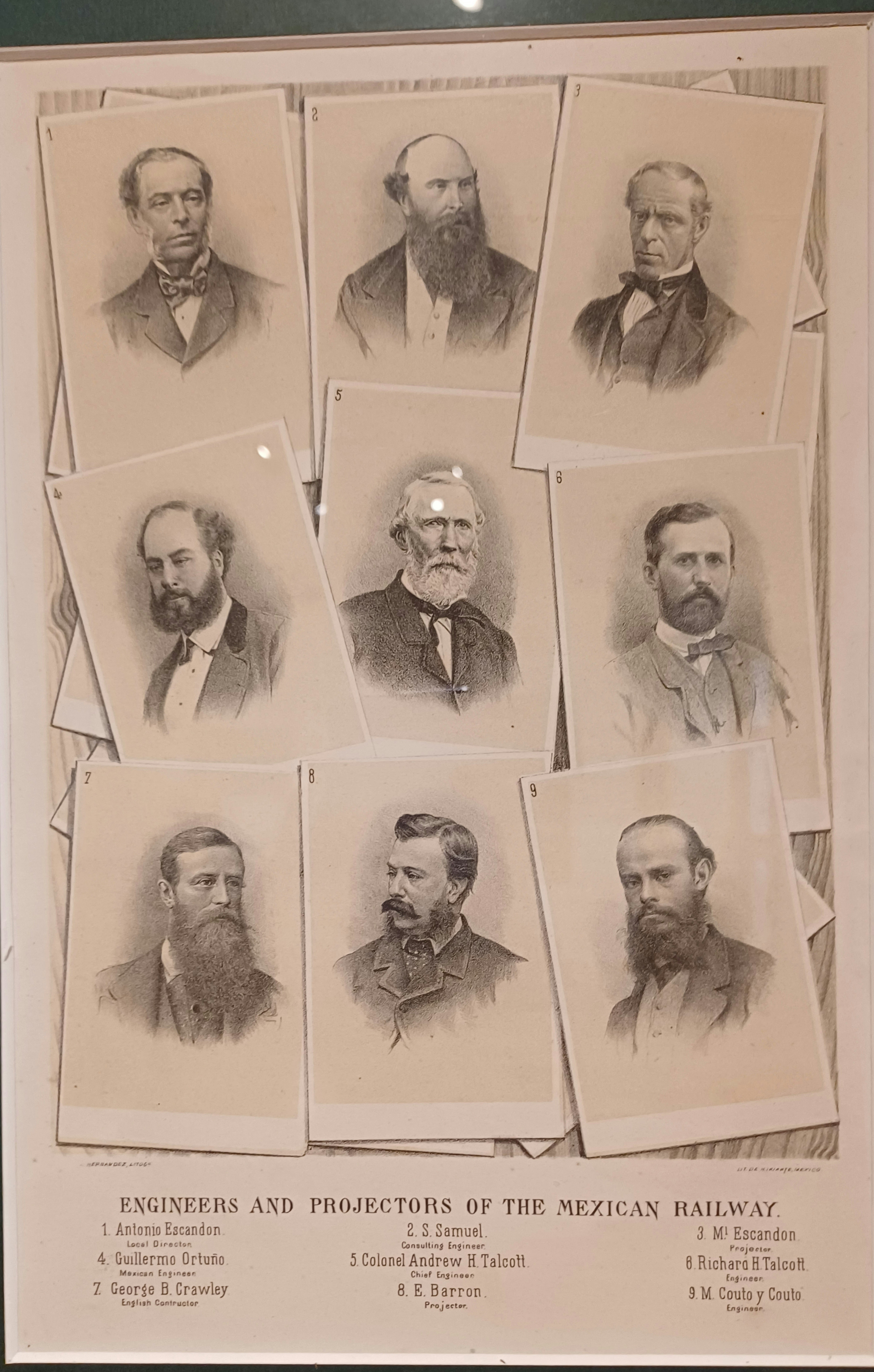
El proyecto era una preocupación sin polarización por lo que la mayoría de ingenieros no buscaron mantenerse aliados a un bando y personajes como los Escandón obtuvieron concesiones tanto como beneficiarios de las leyes de reforma, con beneficios gracias al imperio como ahora la república restaurada, renovando sus contratos.

El primero de enero de 1873 el presidente Lerdo de Tejeda inaugura la ya completamente funcional ruta Veracruz-México del ferrocarril mexicano. Orizaba fue muy visitada y elogiada por la modernidad del ferrocarril, claro por ser la ciudad uno de los factores que retrasaron tanto la obra, por la accidentada geografía de las altas montañas, 

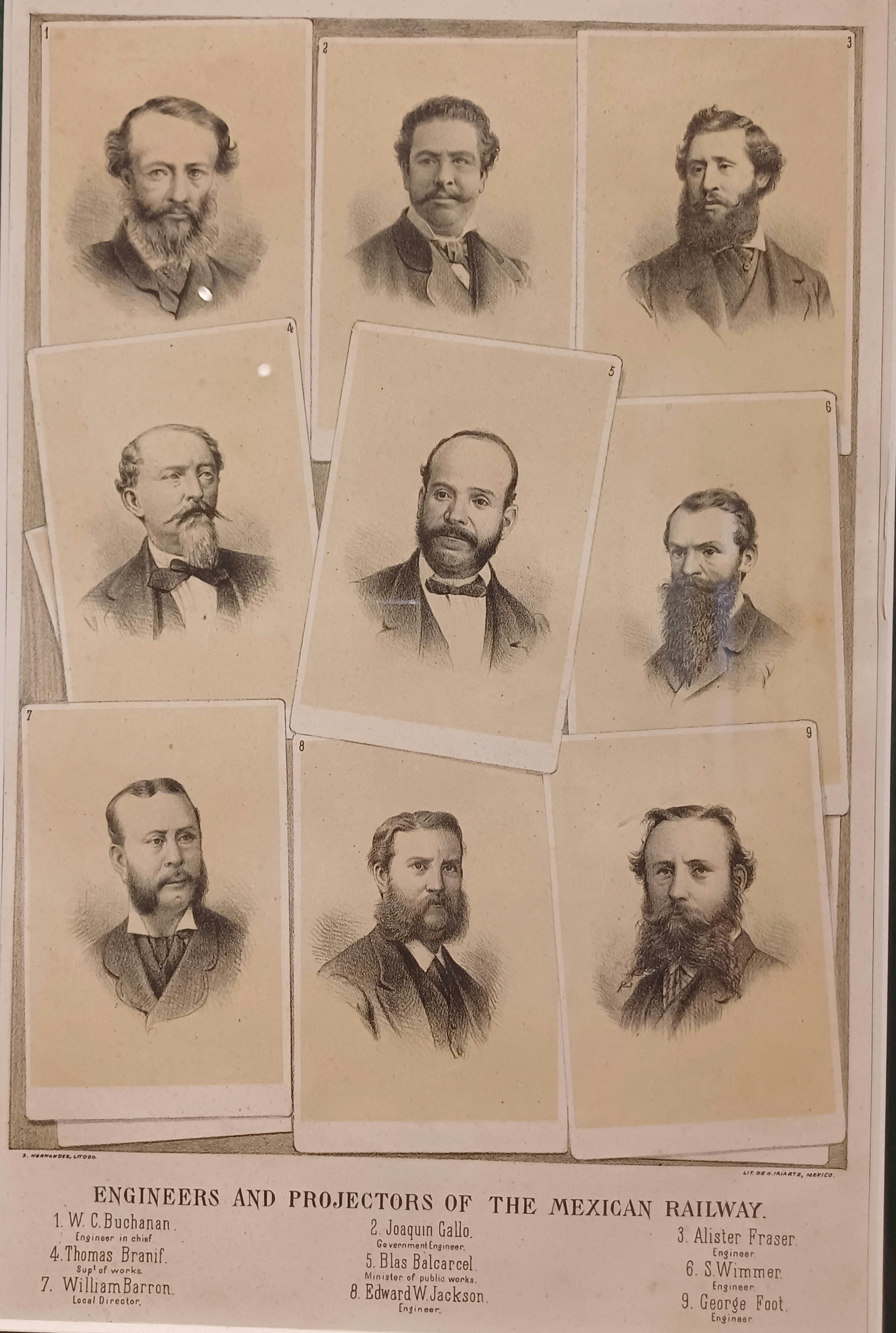
Estas laminas actualmente se conservan en el Museo de Arte del Estado de Veracruz

La clase dominante del porfiriato se compuso en su mayoría de los beneficiarios leyes de reforma, quienes con él triunfo republicano se fueron consolidando y obtuvieron más terrenos en los alrededores de la ciudad enfocándose en los que estuvieran cerca al ferrocarril, alrededor de este varios empresarios se interesaron sobre todo en las que se localizaban al lado de cuerpos de agua lo que beneficiaria la instalación de fábricas. 
Casi 4 décadas antes ya se había planeado que la parada Orizabeña estuviera frente a la fábrica de Cocolapan, lo que consolido un eje que se siguió aprovechando y siguiendo la ruta se instalaron: la fábrica del Yute y la cervecería Moctezuma en 1896 detrás de la estación de ferrocarril. La única excepción fue la fábrica de cerritos al norte de la ciudad aprovechando el cauce del río Orizaba.
Fue en la zona conocida como "la angostura", llamada así por ser más estrecha que la zona del valle donde esta Orizaba, donde se enfocaron en establecer las industrias, reorganizando el terreno a modo lineal partiendo de la calle real y alineando paralelamente el ferrocarril, trasladando los poblados existentes a que se ubicaran sobre este, siendo reubicados los siguientes pueblos: 
- Nogales prácticamente se encontraba en sitio y no lejos de su parroquia se alzó la fábrica de San Lorenzo, instalándose en un sitio lo suficientemente equidistante entre la propia Nogales y Huiloapan.

- río Blanco tenía sus orígenes en la población de Tenango más entremetida hacia las faldas del cerro, a la que los industriales pidieron acercarse a este nuevo eje.

- Santa Rosa (hoy Ciudad Mendoza) eran unos llanos pertenecientes al pueblo de Necoxtla,[20]los industriales si bien ya habían planeado la fábrica, no les pareció la idea de un ayuntamiento en la cima del cerro lejos del eje por lo que trasladaron a Santa Rosa el ayuntamiento.[21]

### ¿Orden para quién y progreso para quién?

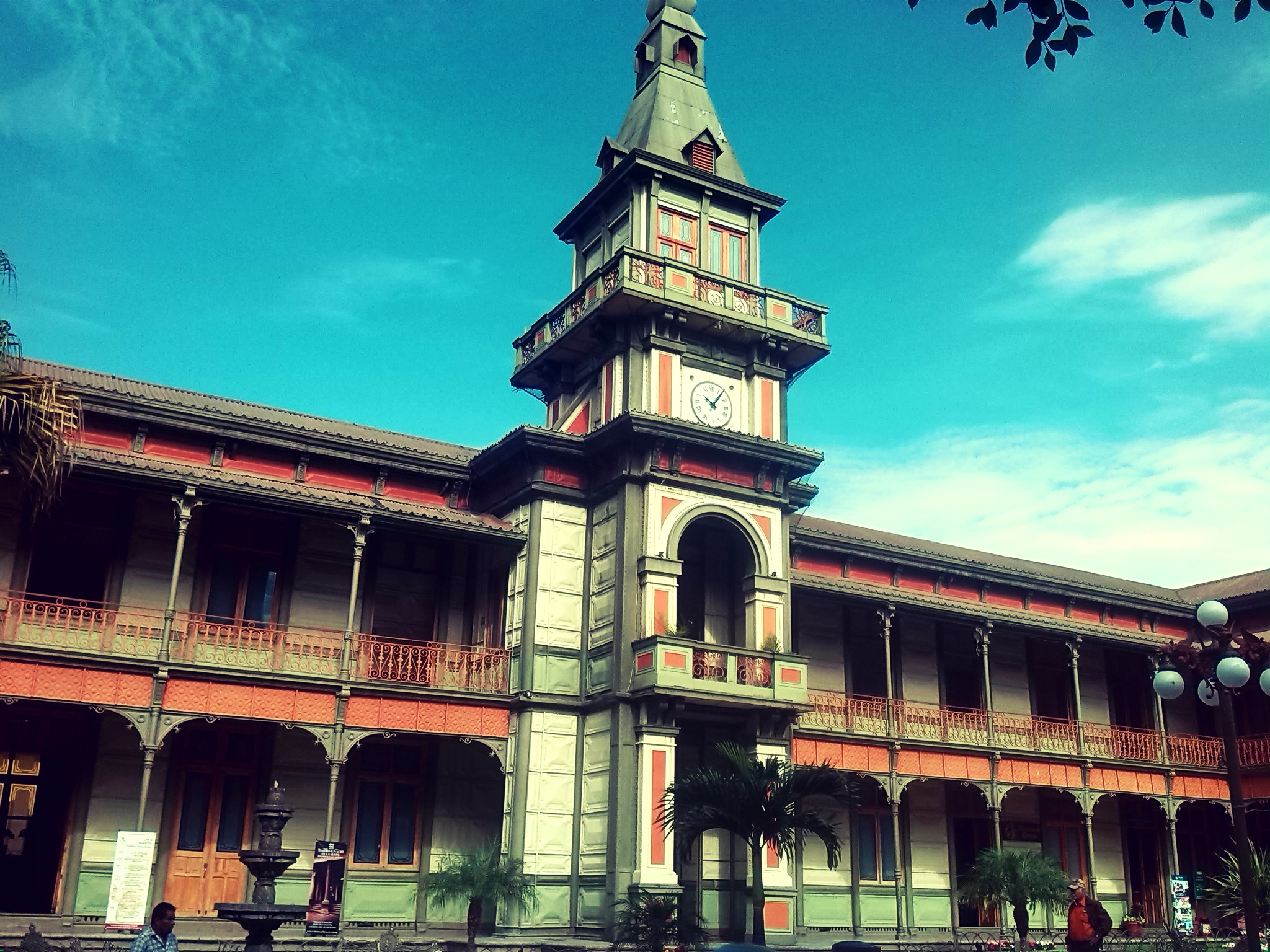
El Palacio de hierro, edificio que albergo los poderes municipales por casi 100 años

En 1894 la familia Carrillo Tablas patrocina un nuevo palacio municipal para Orizaba apostando por la vanguardia está siendo la moderna tecnología del hierro estaba en boga a finales del siglo XIX, por las exposiciones universales que habían mejorado esta técnica, Dichas exposiciones pusieron sobre la mesa los edificios desmontables. está técnica fue perfeccionada en los años siguientes, por diversas compañías como la S. A. Forges d’Aiseau para realizar edificios que pudieran ser comerciales utilizando la técnica 'Joseph Danly'.
El desarrollo industrial de la región hizo también crecer los problemas sociales como la falta de seguridad y de condiciones generales de trabajo justas, jornadas inhumanas de sol a sol, deudas interminables en las tiendas de raya, inexistencia de prestaciones y del derecho de los obreros a asociarse en sindicatos además de que todo el apoyo del aparato de gobierno era hacia los empresarios y no hacia los trabajadores aunado a la falta de apertura democrática en el país.  

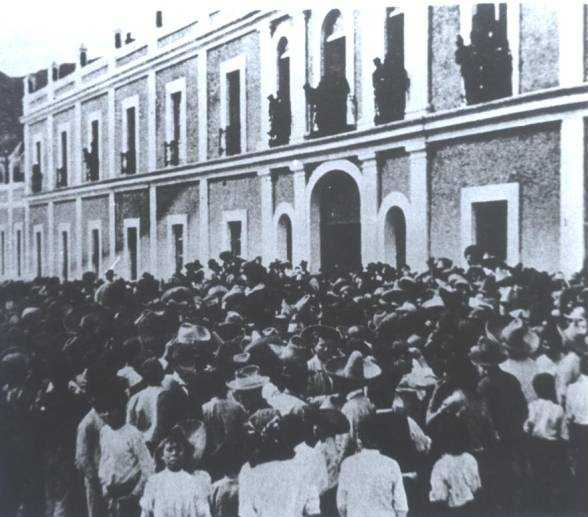
Gran cantidad de obreros en la parte frontal de la textil de río Blanco.

Debido a ello el descontento social provocó las primeras huelgas y la unión de los obreros de varias fábricas de la región quienes en un intento de asociarse decidieron unirse el 14 de diciembre de 1906 en un solo movimiento cuya asamblea se celebró en el Teatro Llave. Lamentablemente, el movimiento y las huelgas fueron reprimidas violentamente en la mañana del 7 de enero de 1907 en la fábrica del vecino municipio de Río Blanco, reanudando labores 2 días después. Junto con la huelga que ocurrió en Cananea en Sonora, representaron la represión que hubo durante el régimen a este tipo de levantamientos proletarios.  A partir de entonces, los habitantes de la ciudad como de todo el país esperaron solo un par de años para que el movimiento estallara a nivel nacional. 

## Revolución Mexicana

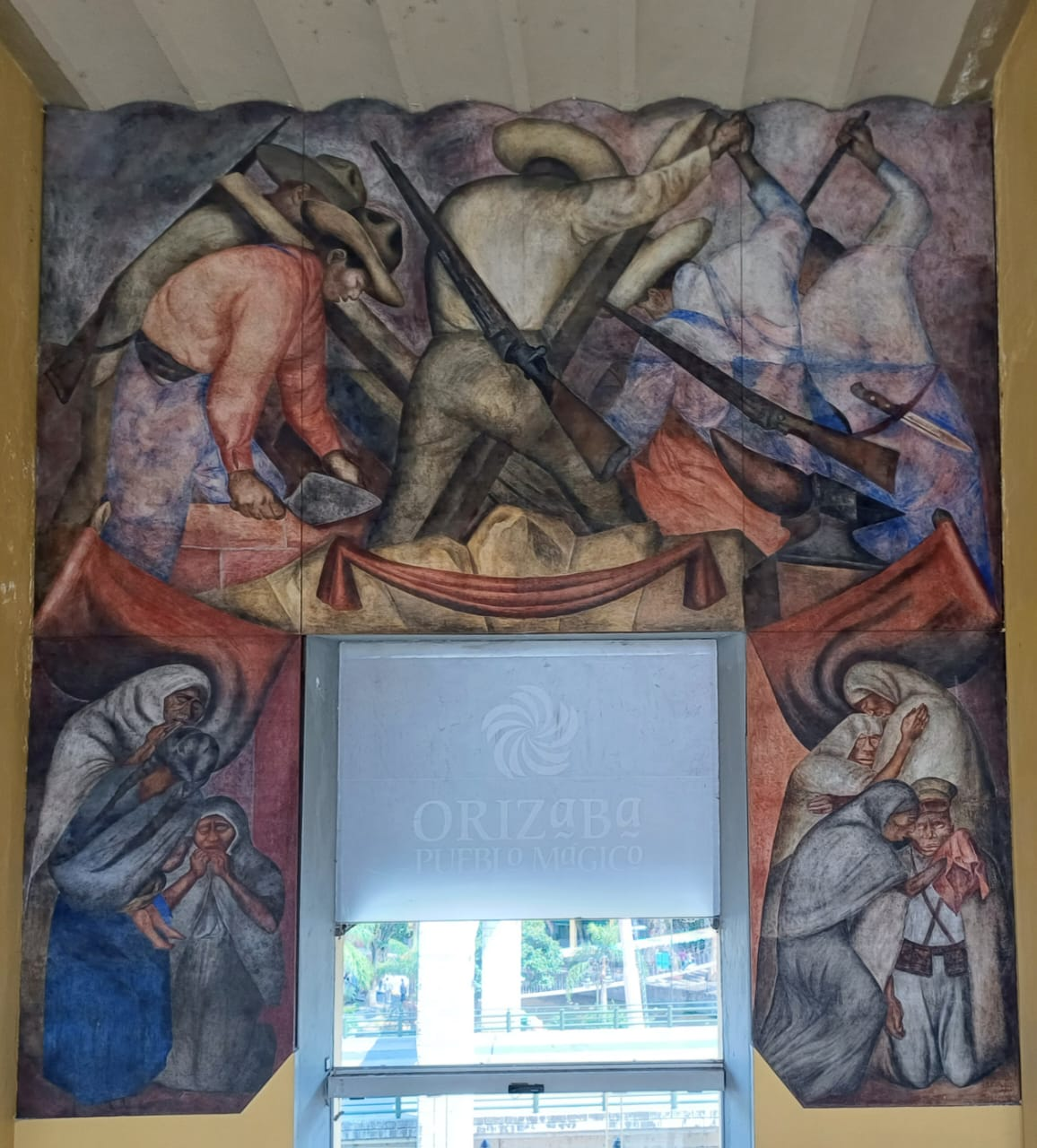
José Clemente Orozco explicó que los hechos pintados en su mural para el C.E.O. son eventos que a él le tocaron ver durante su estancia en la Orizaba azotada por la Revolución.

El 22 de mayo de 1910 la ciudad fue visitada por Francisco I. Madero durante su campaña presidencial a las elecciones de 1910 dando un histórico discurso desde el balcón del Hotel de France en honor a los mártires de Río Blanco de 1907. En este año, las huelgas ya se habían convertido en algo frecuente y cada vez el clima se tornaba más hostil. Posteriormente, tras el comienzo del levantamiento armado a nivel nacional, tuvo lugar el alzamiento en la región de los generales Rafael Tapia, Gabriel Gavira, Camerino Z. Mendoza y Heriberto Jara, contra el dictador Porfirio Díaz.  
En 1912, el 2 de julio, el administrador de la fábrica de Cocolapan sacó a empellones de ésta al obrero Ángel Pérez, vocal de la Directiva Obrera, pretextando que había descompuesto una máquina. Ante esto los trabajadores pidieron al administrador que reconsiderara su actitud, y ante la negativa de éste, pidieron apoyo a la fábrica de Cerritos y el Yute, donde pararon labores. Los obreros de Cocolapan reunidos fuera de la misma acordaron no reanudar labores. Entonces aparecieron los soldados y comenzaron a disparar sus fusiles, muriendo 30 trabajadores.  
En 1914 fallece el intelectual Rafael Delgado 
El mismo 1914 el Dr. Rafael Labardini hace gestiones para que la Cruz Roja se establezca en Orizaba, y que a manera de puesto de socorro atendió a los heridos por la invasión a Veracruz del mismo año. 
Esta misma invasión impulso a que Carranza y el ejército constitucionalista se movilizaran hacía el puerto para combatir la invasión gringa, En 1915 que aún se encontraban en la región, ocupan la ciudad, utilizando algunos templos como cuarteles; entre las tropas venían también algunos artistas revolucionarios para documentar estos hechos entre los que se encontraban los pintores Gerardo Murillo el Dr. Atl y José Clemente Orozco. Orizaba se convirtió así en sede de la Casa del Obrero Mundial, organizadora de los batallones Rojos en apoyo a los constitucionalistas, así como capital federal y estatal, siendo Presidente de la República el Gral. Venustiano Carranza y el Gobernador del Estado el Gral. Cándido Aguilar. En el mismo hotel donde Madero dio un discurso años atrás a la población se realizaron conferencias entre el gobierno de Carranza y el gobierno revolucionario de la Convención de Aguascalientes pero Carranza no cedió el poder.  
A partir de 1916 lo trabajadores establecen la cámara de trabajo o confederación sindicalista orizabeña primera gran institución sindicalista. Y ya en 1919 organizaron una gran huelga en la que participaron los sindicatos de todas las fábricas del corredor industrial. 
Obregón visita Orizaba en 1920 recibido en el palacio municipal, los numerosos miembros de la CROM efectúan un atentado fallido contra él. 

## Reconstrucción Postrevolucionaria y conflictos sindicales
En 1925 abre sus puertas el Centro Educativo Obrero, en el edificio del palacio municipal, que originalmente fuera construido para albergar al colegio preparatorio institución que había educado a la población desde 1825. Este organismo dejó de existir tras la revolución y que los nuevos ideales, además de la creación de la SEP, lo terminaron transformando en una institución que educara a los obreros. 

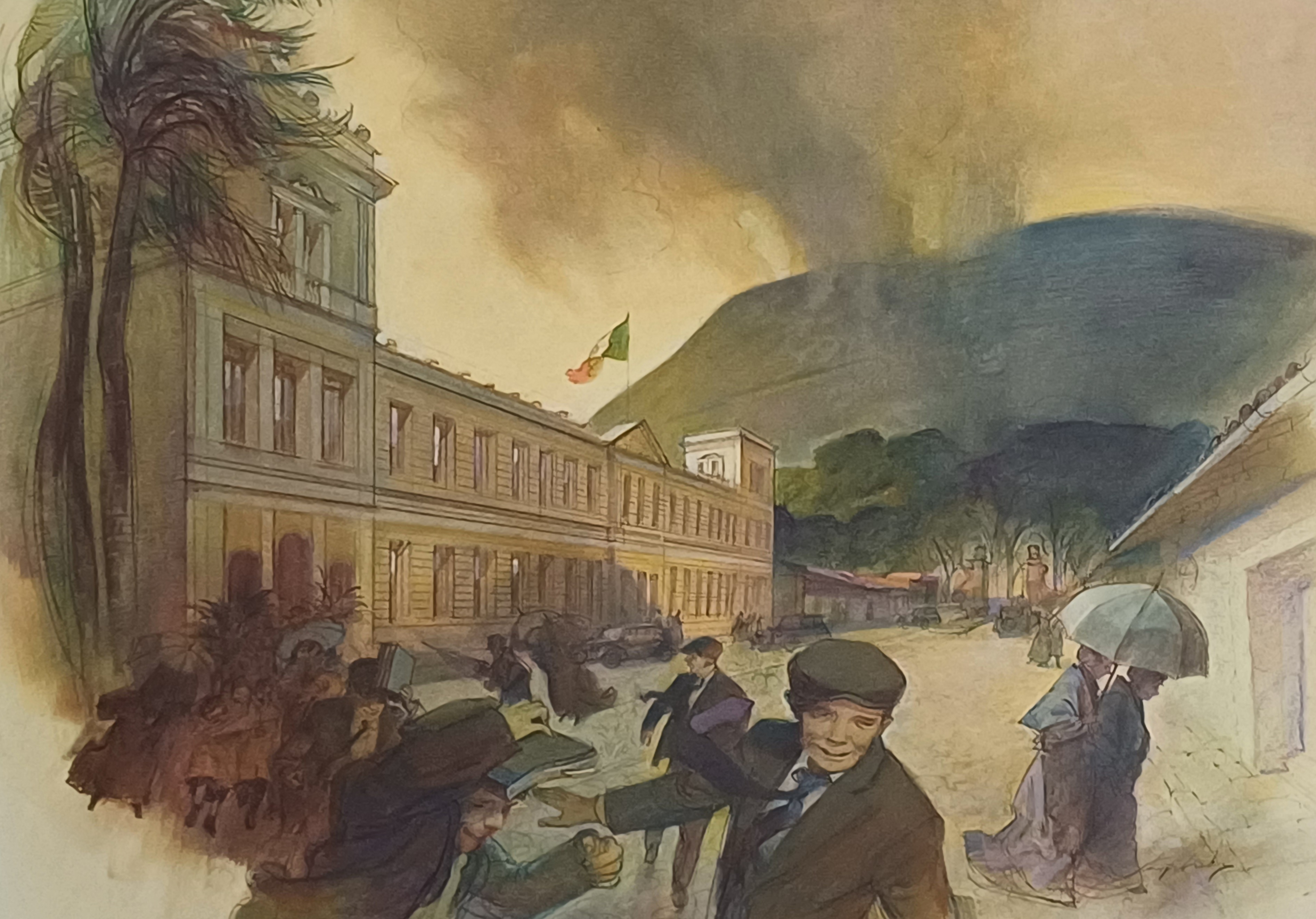
Recreación del artista Sergio Martínez de cuando el edificio del palacio municipal de Orizaba fue el Centro Educativo Obrero.

Tras un largo proceso de la instalación de catenaria son puestas en servicio las locomotoras eléctricas.El cineasta Gabriel García Moreno, llega a la zona a grabar una serie de películas, una de ellas ambientada en el ferrocarril llamada 'El tren fantasma'. 
El desarrollo industrial de Orizaba y la región posterior a la revolución mexicana mejoró las condiciones de vida de los trabajadores como la jornada de trabajo y el derecho a la asociación y a la huelga, sin embargo, continuaban sin resolverse problemas ancestrales de los trabajadores en un momento en que la seguridad social no existía. El proceso de implementación de la Seguridad social en México tuvo su origen en un grupo de trabajadores en Orizaba dirigidos por el obrero español radicado en la ciudad Valentín González Suárez. 
Hacia 1931 existían en Orizaba cerca de 6600 trabajadores los cuales eran atendidos por un pequeño servicio médico pagado por los empresarios, pero que solo atendía a los trabajadores bajo ciertas condiciones. Debido a ello, ante un problema familiar como enfermedades o defunciones y accidentes, los obreros se solidarizaban para ayudar a sus compañeros en desgracia, siendo muchas veces insuficiente la ayuda. Valentín González, trabajador de la fábrica de Río Blanco redactó en 1936 un ensayo titulado "Un estudio del seguro general del trabajo y previsión social" en donde propuso la creación del Instituto Mexicano del Seguro Social presentando este proyecto al Congreso de la Unión y siendo este el punto de partida para la creación del Instituto logrando su objetivo hacia 1947 siendo la región de Orizaba sede de los inicios del IMSS en México. 
A partir de 1935 en la zona de Orizaba se siente la tensión entre la CROM (Callista) y la CTM (Cardenista), el distanciamiento ideológico ocasionaría conflictos en el ámbito público, para este momento la CROM era la que más obreros afiliados tenía con la mayoría de las fábricas del valle, excepto la de Cocolapan afiliada al CTM y El yute que era autónomo, disparos, matanzas en las cantinas además del conflicto religioso de 1937 causaron un gran estado de tensión.

### Resistencia Obrera Católica por la libertad de culto
Un reciente gobernador había sido Adalberto Tejeda que siguió con las ideas de Calles de terminar con la religión, por verla como un impedimento a una soberanía y control total del territorio nacional, y que tras un intento de asesinato que acusó de haber sido provocado por el clero, dio las órdenes que intentarían reducir la influencia religiosa con la Ley Tejeda o la ley 197, la represión fue severa, como lo fue el asesinato realizado por los militares del padre Ángel Darío Acosta el 25 de julio de 1931 en Veracruz puerto, el mismo año expide leyes sobre el cierre de los templos tanto católicos como protestantes en todo el estado, además de limitar el número de sacerdotes, solo permitiendo uno cada 100,000 habitantes, para un estado que contaba con solo 1,300,000 habitantes estas leyes estuvieron vigentes de 1931 a 1937. 
El Obispo en turno era San Rafael Guízar y Valencia, que como conocedor de la guerra cristera no quiso que un conflicto similar llevara el derramamiento de sangre, por lo que pidió una resistencia pacífica. 
Al contrario de las órdenes del gobernador, esto no hizo el efecto de que la religión desapareciera, los feligreses se siguieron reuniendo para celebrar cultos clandestinos en casas particulares durante el cierre de los templos.En Orizaba en la madrugada del 7 de febrero de 1937 se hallaba un grupo de católicos en misa secreta en la casa particular del párroco José María Flores al sur de la ciudad cuando irrumpió la policía disparando contra los presentes. En el zafarrancho una joven de 19 años de nombre Leonor Sánchez López hija de un obrero de la región, cayó herida por heridas de bala que un cuerpo de la policía le disparó y fue trasladada al seguro social, falleció poco tiempo después y negándole además la atención de un sacerdote. 

El funeral de Leonor se realizó en medio de la protesta popular, como el último deseo de la joven había sido el de recibir la unción de los enfermos que le fue negado, y tras su repentino fallecimiento en el hospital poco después no se pudo concretar, los manifestantes decidieron pasar a la cárcel donde el párroco José María Flores, mismo que celebró la liturgia secreta fue llevado preso, pidieron que saliera un momento de su celda, el pequeño acto se realizó dentro de la prisión, conmocionado y bañado en lágrimas, no pudo decir oración alguna y solamente hacía la señal de la Cruz sobre el cadáver y decía: “Réquiem alternan dona ei Domine” (Dale Señor el descanso eterno en latín). Alguien ofreció al Sr. Cura agua bendita y roció el féretro. la procesión del ataúd siguió hasta el panteón municipal. 

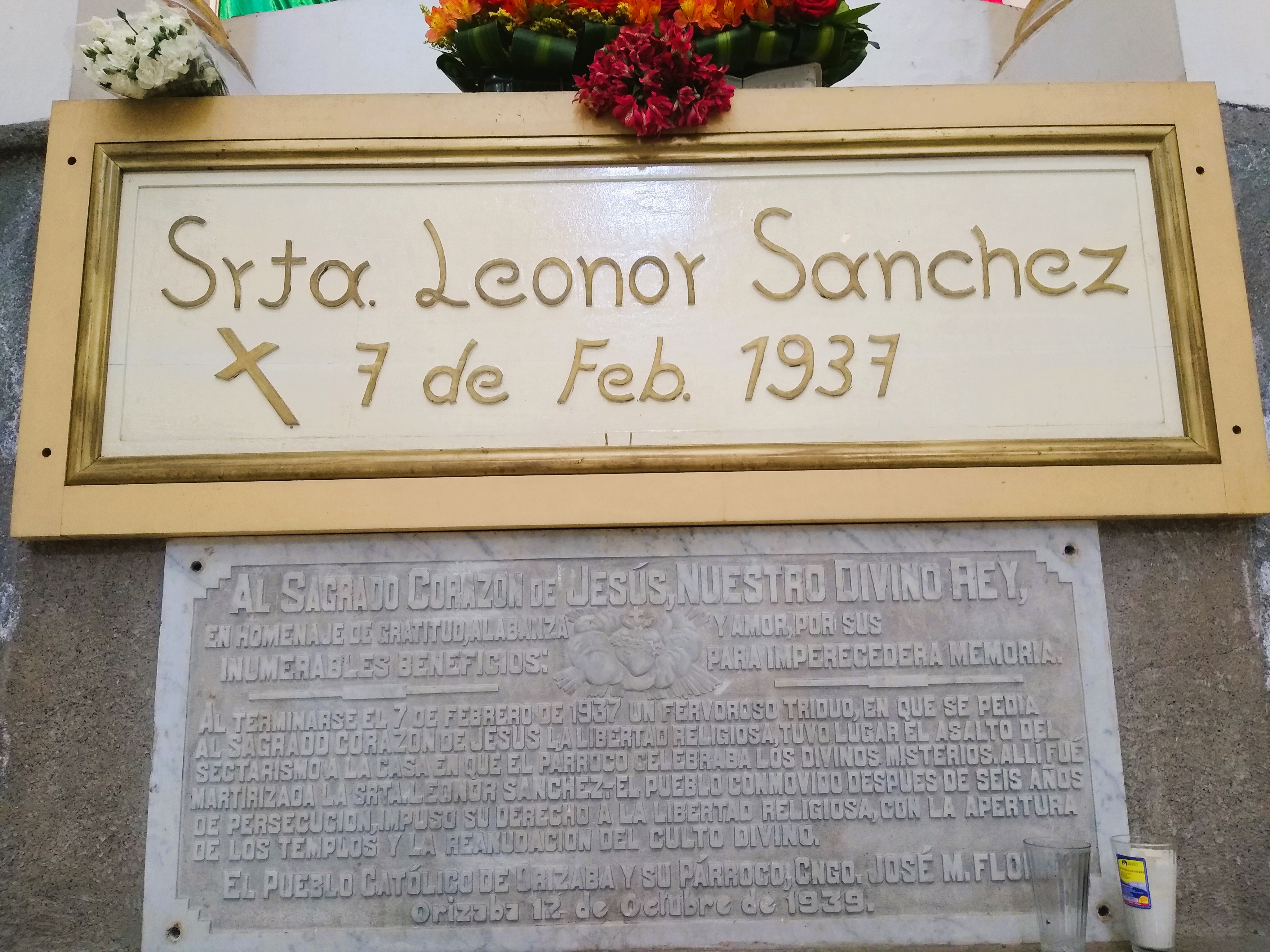
Los locales en recuerdo de esta época de persecución, han buscado iniciar un proceso de beatificación para que la señorita Leonor Sánchez sea recordada como víctima de la represión policiaca y un pueblo combativo ante injusticias en este caso una feligresía, en 2013 trasladando sus restos a la capilla de Guadalupe en la catedral, con un posible propósito de que se conviertan en reliquias.

Al día siguiente la población se lanzó a destruir las puertas de los templos para que ya no pudieran cerrarlas y realizaron guardias para vigilar por turnos las iglesias. Para no olvidar que reclamaban por qué la violencia e intolerancia del estado había llegado a extremos de arrebatarle la vida a Leonor, la poetisa Francisca Rubira de Ojeda más conocida por su nombre artístico “Clemencia Isaura” compuso el siguiente poema recitado durante la toma: 

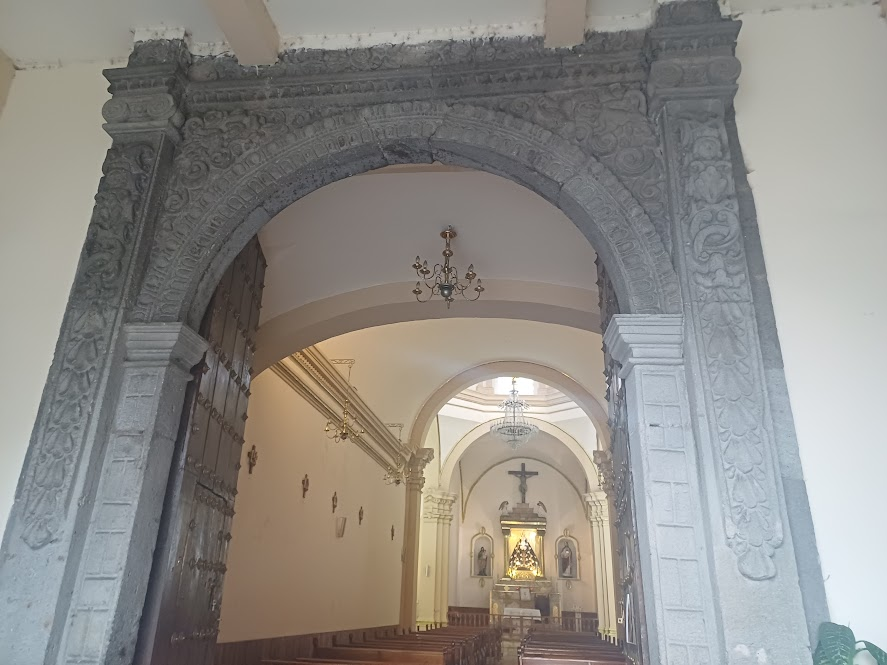
El fervor durante la toma de las iglesias fue un gran símbolo del renacer religioso, que incluso reclamaron la apertura al culto de templos que habían cerrado desde la reforma y que hacía años que ya no se usaban para el culto. Un ejemplo es el actual templo de la soledad, una dependencia del Exconvento de San José que la colonia oaxaqueña convirtió en una capilla dedicada a la virgen de la soledad.

¡La sangre de la mártir, ¡al fin ha florecido! 
la gloria del milagro, ¡al fin se realizó! 
pisamos los umbrales del templo redimido, 
se escuchan las campanas que el tiempo enmudeció. 
Sabemos que el dios bueno remedia nuestra pena… 
…¡a costa del martirio, a costa del dolor! 
¿Acaso no pensamos en la desgracia ajena 
de aquellos que perdieron la prenda de su amor? 
¡Cayó la humilde víctima, cayó la señalada 
para salvar al pueblo del sufrimiento atroz! 
Al verse envilecido, ¡su creencia pisoteada 
¡De ejercitar el culto que se le debe a Dios! 
Cayó, ¡pero muy alto la señaló el destino 
¡Para cumplir ecuánime su Altísima misión! 
Y aquel su infortunado, ¡sacrílego asesino! 
¡le abrió las santas puertas de celestial mansión! 
Los ángeles del cielo cantaron la victoria 
De aquella insuperable y noble inmolación 
Tomaron tiernamente la víctima expiatoria 
¡Llevándole al Dios Bueno el alma de Leonor! 
Ahora en su recuerdo, hagamos santos votos, 
¡de su piedad ingenua tomemos los ejemplos! 
Seamos intachables y férvidos devotos, 

¡salvemos nuestras almas, cuidemos nuestros templos! 
La protesta sirvió para que el conflicto religioso finalizara poco tiempo después acuerdos entre representantes de la iglesia y el gobierno. El obispo Rafael Guízar y Valencia y el nuevo gobernador Miguel Alemán Valdés acordaron paz. 
Más tarde en febrero de 1941 el párroco de San Miguel, Rafael Rúa y Álvarez, fungió como mediador entre la CROM y la CTM. 

## Contemporáneo a la Segunda Guerra Mundial y mediados de Siglo
El mismo año 1937 que terminó la persecución religiosa se estrena la película filmada en Orizaba: Alma Jarocha (Estudiantina). 

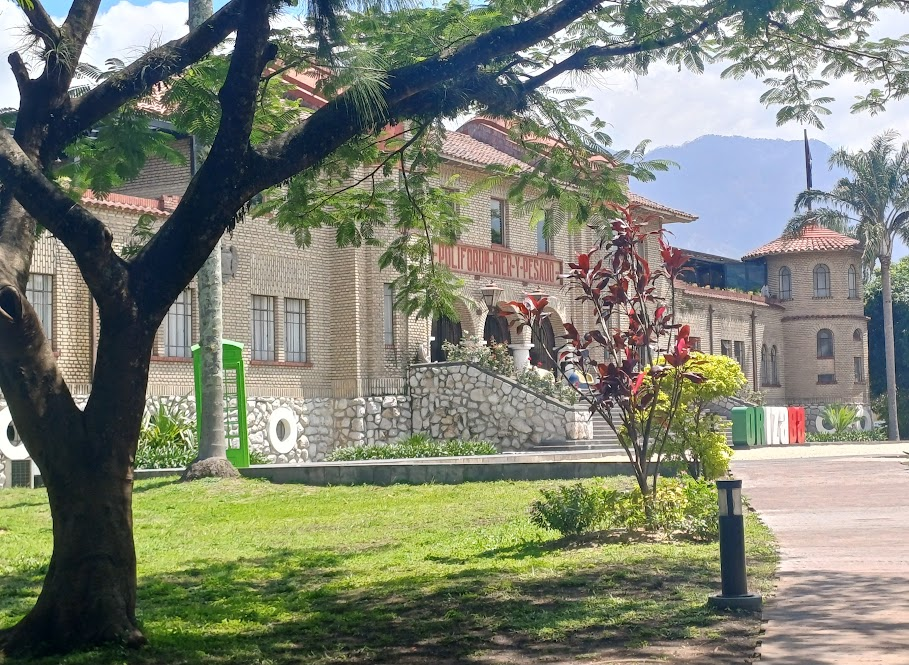
El antiguo asilo fue comprado por el municipio convertido en un lugar de recreo urbano. 
En 1941 durante la conmemoración anual de la toma de la bastilla que la comunidad francesa en Orizaba, celebraba desde 1910, un discurso sobre la Francia libre es pronunciado en el parque castillo en apoyo a los partisanos. 
Entre 1942 y 1944 la ciudad realizó simulacros de bombardeo apagando las luces de las viviendas a partir de las 21:00 
En 1944 entra en funcionamiento el edificio de la fundación Mier y Pesado, institución fundada por Isabel Pesado de la Llave duquesa de Mier, quien dejó en su testamento que su herencia fuera utilizada para ayudar a grupos vulnerable bajo un principio de filantropía, gracias a que este caritativo personaje era originario de Orizaba decidió en su testamento que la ciudad albergara uno de los recintos dedicados a la noble tarea de servir al prójimo albergando un asilo para mujeres viudas. 
El edificio por su arquitectura ecléctica usando inteligentemente ladrillo cosido, se tiene como uno de los hitos de la arquitectura regional, algunos incluso considerándolo el único castillo en el estado de Veracruz si bien este detalle halaga su diseño, termina siendo erróneo ya que el concepto de castillo esta más relacionado con una construcción defensiva, por lo que, los fuertes: San Carlos de Perote y San Juan de Ulua en el puerto de Veracruz, terminan encajando más en este término siguiendo el modelo italiano. 
El 21 de marzo de 1944 se constituye el patronato del cuerpo de bomberos de la ciudad. 
El 18 de julio de 1953 el ferrocarril mexicano recibe una ampliación creando el ramal que sube al altiplano mediante las cumbres de Acultzingo. 
En la madrugada del 22 de junio de 1958 se corta la electricidad que alimentaba a las máquinas eléctricas por lo que un convoy espera a mitad de la subida a Maltrata, pero al no poner correctamente los frenos, el tren no se detuvo y baja la pendiente a alta velocidad y descarrilándose en el proceso, las ambulancias y otros servicios se desplazan desde Orizaba al lugar del accidente. 

### Terremoto de 1973

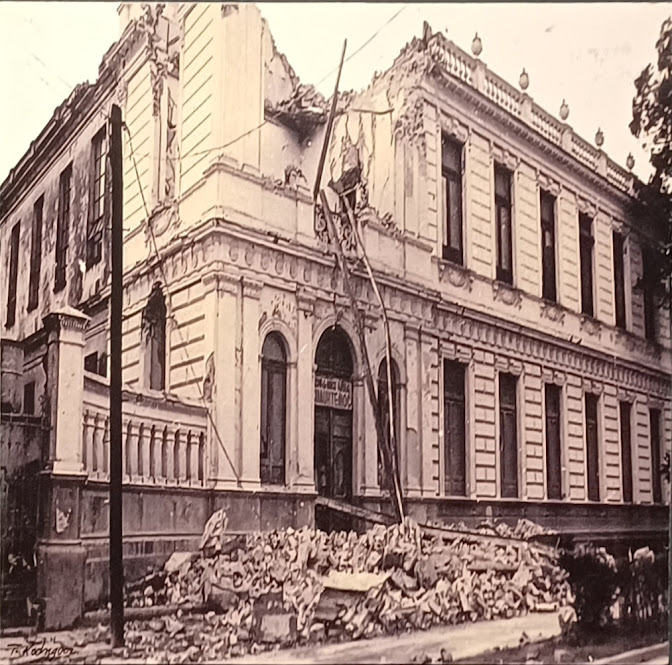
El centro educativo obrero sufrió grandes daños durante el terremoto de 1973, los cuales incentivaron a que la comunidad académica abandone el edificio, pero siendo restaurado años después para albergar el Ayuntamiento

El 28 de agosto de 1973 a las tres horas con cincuenta y dos minutos de la mañana un fuerte sismo con epicentro en Ciudad Serdán sacudió a la ciudad dejando muchos daños materiales como 500 viviendas destruidas, 5000 personas se fueron a vivir en albergues, 1200 heridos y 92 muertos, un número indeterminado de heridos, algunos edificios derrumbados como el entonces reclusorio regional que tuvo que ser demolido, el entonces Hospital Civil Ignacio de la Llave sufrió también graves daños y tuvo que ser evacuado. El Hospital de especialidades del IMSS también fue evacuado por razones de seguridad. El Teatro Ignacio de la Llave sufrió desplome del techo, el cementerio Juan de la Luz Enríquez sufrió cuarteaduras en su entrada y oficinas y una gran parte de la celosía de la barda que delimitaba el panteón. El entonces muy popular Cine Real sufrió grandes cuarteaduras en su techo teniendo que cerrar por mucho tiempo, la torre de la Iglesia de Santa Gertrudis se desplomó al igual que la torre oriente de la capilla de la Soledad, se vinieron a tierra la cúpula y la torre del Templo de San Juan de Dios destruyéndose además la lámpara principal que era entonces la más grande del estado y el reloj de la torre que databa de 1663, el exconvento de San José también sufrió graves cuarteaduras y se hundieron sus techos, en la entonces parroquia de San Miguel hoy en día catedral hubo daños en la bóveda central y en una capilla anexa. Numerosas viviendas y patios de vecindad también tuvieron que ser demolidas ante las graves cuarteaduras. En el entonces Centro Educativo Orizabeño (hoy palacio municipal) un torreón estuvo a punto de caer y tuvo que ser apuntalado. En la Cervecería Moctezuma se rompió una tubería de amoniaco por el fuerte sismo ocasionando problemas inesperados, la empresa paró labores por dos días originando grandes pérdidas. En el Cerro del Borrego se presentaron derrumbes y deslaves aún varios días después del sismo. El Gobernador del estado Rafael Murillo Vidal llegó al día siguiente a la ciudad participando del rescate de cadáveres, a las 7 de la noche del mismo 29 de agosto de 1973 llegó a la ciudad el presidente de la República Luis Echeverría Álvarez acompañado de su gabinete y designando una comisión coordinadora para atender la contingencia asignando recursos para el rescate de la ciudad. La ciudad se recuperó muy lentamente de esta que ha sido la peor tragedia de su historia. Como dato curioso, en medio de este desastre, en el derrumbe de la torre de la Iglesia de San Juan de Dios fue localizada la tumba de Catalina de Erauso "La Monja Alférez" que estuvo muchos años perdida, y desde entonces comenzó a ser un personaje muy recordado en la ciudad.

## SigloXXI

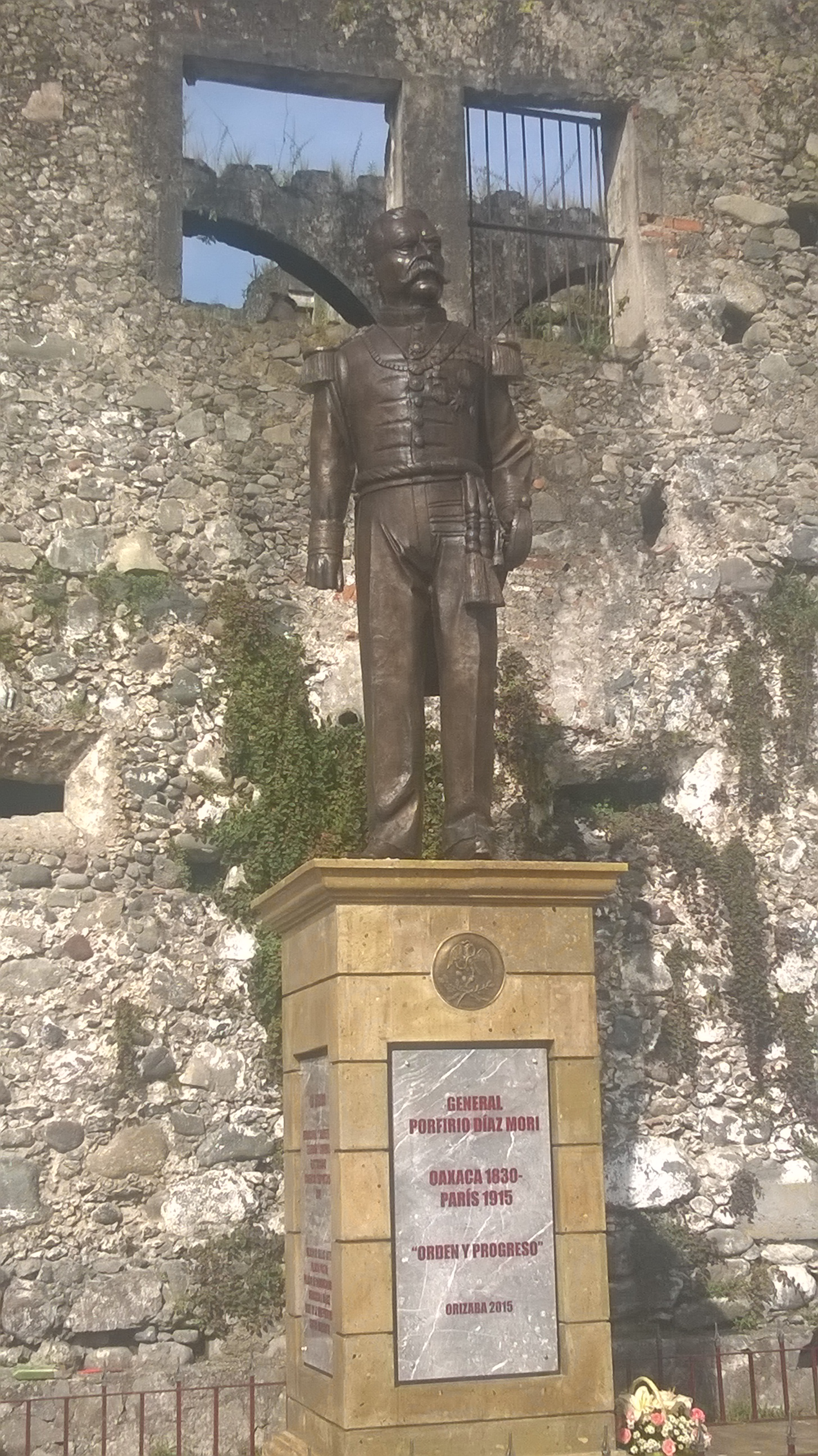
Controvertido monumento al General Porfirio Díaz inaugurado en 2015 en la Plaza Bicentenario

La historia moderna de Orizaba comienza en 1995, cuando por primera vez un partido diferente al PRI gana las elecciones municipales en este caso, el Dr. Tomás Trueba Gracián fue el primer alcalde de un partido de oposición como militante del PAN, comenzando la era de la democracia en las elecciones municipales. Por varios años, el PAN dominó en las elecciones federales y municipales llegando a considerar a la región como "el corredor azul". En su momento, Tomás Trueba fue considerado como el mejor alcalde del país. Nuevamente en 1997 gracias sobre todo al buen gobierno de Trueba, el PAN volvió a ganar arrasando a los demás partidos de la mano de otro médico, el Dr. Ángel Escudero Estadelman. El gobierno de Escudero se preocupó por embellecer y modernizar el centro histórico principalmente el parque Apolinar Castillo y el Mercado Melchor Ocampo, sin embargo, el alcalde fue tachado de tajante y de malos tratos en los conflictos territoriales con la entonces alcaldesa de Ixhuatlancillo Angelina Rosales Mencías por lo que su reputación era pésima. Estos y otros problemas como la estrategia del candidato, hicieron que el PAN no pudiera repetir por tercera ocasión la alcaldía y en las elecciones del año 2000, el PRI recuperó la alcaldía teniendo como candidato a Martín Cabrera Zavaleta quien se preocupó por rescatar y embellecer el Río Orizaba y la introducción de nuevos centros de trabajo al sur de la ciudad. Sin embargo, los logros alcanzados por su gobierno se vieron empañados por actos irresponsables del alcalde al ser encontrado no pocas veces en diferentes lugares dentro o fuera de la ciudad abusando de las bebidas alcohólicas.  Dichos actos fueron justificados por el alcalde durante su último informe de gobierno diciendo que finalmente es un hombre con debilidades y que lo disculparan sus conciudadanos. Cabrera Zavaleta fue el único alcalde de la era moderna en Orizaba que gobernó por más de 4 años para ajustar el calendario electoral a la elección estatal de gobernador. Su último año fue el más desastroso por lo que la ciudadanía volvió a elegir en 2004 a un candidato del PAN nuevamente un médico, el Dr. Emilio Estadelman López quien se convirtió en un gobierno gris, debido a la lejanía de su gobierno con la gran promoción del color rojo y de los lemas del gobernador Fidel Herrera Beltrán, pareciendo que el municipio de Orizaba se encontraba aislado del panorama político.